# Liste der Werke von Marie Nathusius
Diese Seite behandelt das Gesamtwerk der Schriftstellerin Marie Nathusius. Die nachfolgenden Aufstellungen erheben keinen Anspruch auf Vollständigkeit.
Anfang 1844 begann Marie Nathusius an ihrem ersten Roman zu schreiben: Braunschweig und Würzburg, später umbenannt in Johanna, eine Familiengeschichte. Ebenfalls im Frühjahr 1844 verfasste sie die Erzählung Die Badereise, ein Jahr später Die Kunstreiter. Viele ihrer frühen Geschichten und Romane erschienen zunächst in Serien im Volksblatt für Stadt und Land zur Belehrung und Unterhaltung.

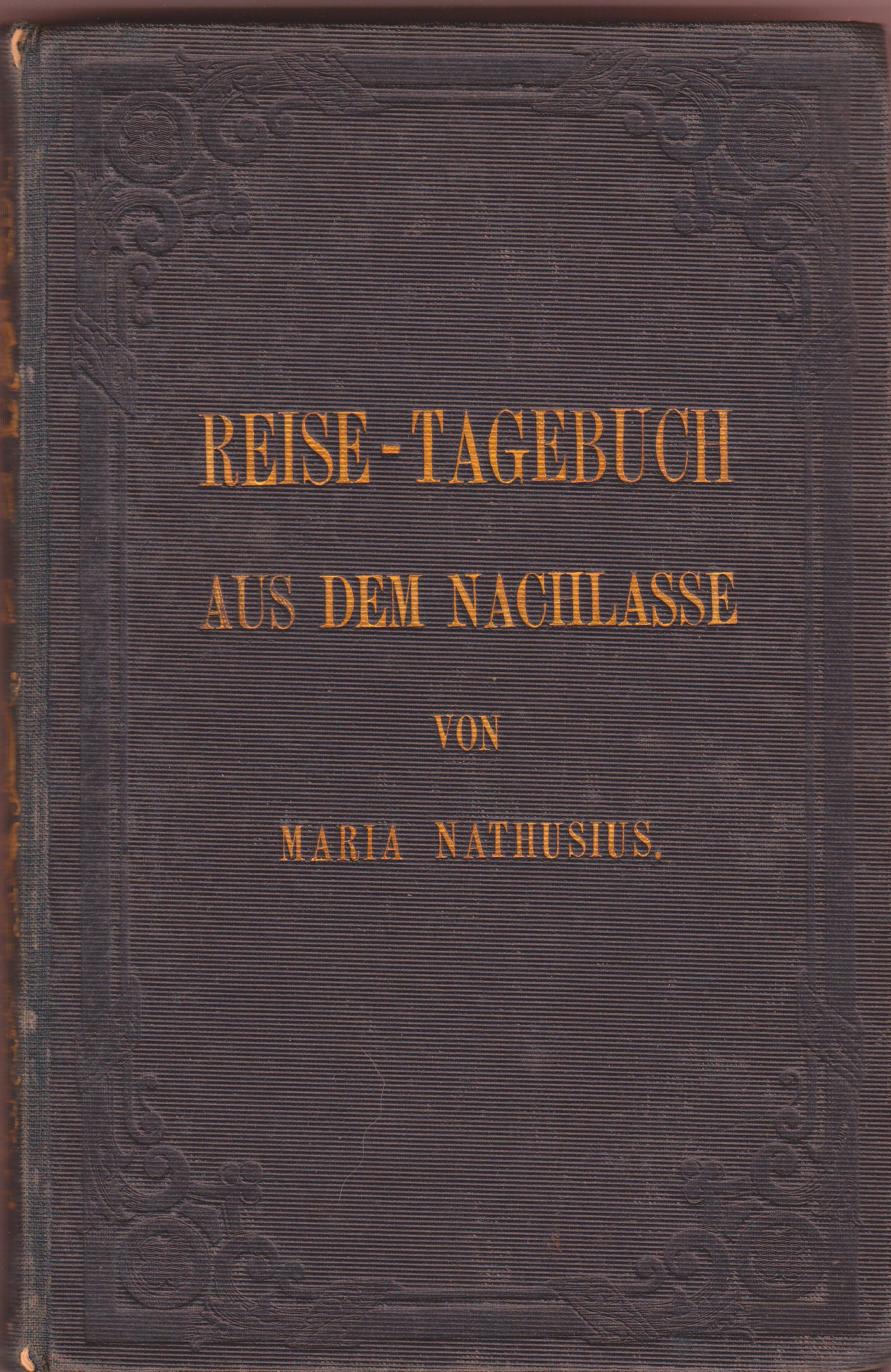
Tagebuch einer Reise nach der Provence, Italien und der Schweiz, Julius Fricke, 1860

Die wichtigsten deutschsprachigen Verlage für die Herausgabe von Werken der Marie Nathusius waren die Verlage von Richard Mühlmann und Julius Fricke in Halle (Saale) sowie die Verlagshäuser von Gustav Fock und Philipp Reclam in Leipzig. Weitere Verlage bzw. Verlagsnachfolger, die Werke von Nathusius verlegten, waren: Otto Brandner (Frankfurt am Main), Walther Fiedler (Leipzig), Max Fischer (Dresden), Paul Franke (Berlin), Richard Gahl (Berlin), Globus (Berlin), Greßner & Schramm (Leipzig), Heilbrunn (Berlin), Otto Hendel (Berlin), Carl Hirsch (Konstanz), Ernst Kaufmann (Lahr/Baden), Kröner (Stuttgart), Ludwig Lewin (Berlin), P. E. Lindner (Leipzig), Hermann Meidinger (Berlin), Nassau (Herborn), Oranien (Herborn), Rauhes Haus (Hamburg), Rettungsanstalt Düsselthal, Rhein-Elbe-Verlag (Hamburg), L. Schaefer (Berlin), Schreitersche Verlagsbuchhandlung (Berlin), Erich Stolpe (Leipzig), Union Deutsche Verlagsgesellschaft (Stuttgart), Vereinsbuchhandlung G. Ihloff (Neumünster), A. Weichert (Berlin), Weltgeist-Bücher (Berlin), Franz Wunder (Leipzig) sowie der Zenith-Verlag (Leipzig).
Mehrfach wurden Werke von Nathusius in Verlagsserien aufgenommen, darunter in die Universalbibliothek für die Jugend (auch als Universal-Bibliothek für Jugend und Volk bezeichnet) der Union Deutsche Verlagsgesellschaft (alle bearbeitet von Werner Werther) sowie in die Empfehlenswerten Volks- und Jugendschriften in billigen Ausgaben des Verlages Greßner & Schramm.
Im Ausland wurden vor allem Übersetzungen der Erfolgsromane Elisabeth, Langenstein und Boblingen, Tagebuch eines armen Fräuleins und Joachim von Kamern herausgegeben. Wohl für in den USA lebende Deutschstämmige wurde bei Pilger in Reading (New York) das deutschsprachige Werk Erzählungen von Marie Nathusius (beinhaltet: Tante Sophie. Eine Weihnachtsgeschichte sowie Der kleine Regimentstrompeter) herausgegeben.
Die bekanntesten Romane von Nathusius wurden bis weit in das 20. Jahrhundert verlegt – so z. B. Langenstein und Boblingen 1916 in der 12. Auflage bei Richard Mühlmann (Halle) und 1953 bei Ernst Kaufmann (Lahr/Baden) oder Elisabeth 1921 beim Oranien-Verlag (Herborn) und 1928 beim Zenith-Verlag Erich Stolpe (Leipzig). Postum erschienen das Tagebuch einer Reise nach der Provence, Italien und der Schweiz (Aus dem Nachlasse) sowie diverse Sammelbände.

## Erzählungen und Romane (chronolog.)
- Johanna, eine Familiengeschichte. Roman, verfasst: 1844
- Die Badereise, verfasst: 1844
- Die Kunstreiter. Eine Novelle, verfasst: 1845, veröffentlicht: A. Duncker, Berlin 1847
- Martha, die Stiefmutter. Eine Dorfgeschichte, Agentur des Rauhen Hauses, Hamburg 1849
- Tante Sophie, 1849
- Die beiden Pfarrhäuser. Eine Erzählung, verfasst: 1848, veröffentlicht in: Volksblatt für Stadt und Land, Berlin 1850
- Vater, Sohn und Enkel. Eine Dorfgeschichte, Mühlmann, Halle 1850. (Digitalisat)
- Das Rektorat. Eine Erzählung, 1850
- Jungfer Lottchen, 1850
- Lorenz, der Freigemeindler, in: Volksblatt für Stadt und Land, 1850
- David Blume. Erzählung, 1851
- Die Kammerjungfer. Eine Stadtgeschichte, Mühlmann, Halle 1851. (Digitalisat)
- Ringet danach, daß ihr stille seid, 1851
- Die Sonntagsschule, in: Volksblatt für Stadt und Land sowie Düsselthal, 1851
- Eine Dienstmägdegeschichte. Für Herrschaften, in: Volksblatt für Stadt und Land, 1951
- Der kleine Kurrendejunge. Eine wahre Geschichte, 1851
- Der kleine Regimentstrompeter, 1851
- Die dumme Anne. Eine Erzählung aus dem Gebirge, Rieritz, Leipzig 1852
- Der Turmwart von Weisslingen, 1852
- Der treue Reifen. Eine Novelle, Triest 1852
- Die beiden Tannenbäume, 1852
- Christian der Vogelsteller. Erzählung, 1853
- Tagebuch eines armen Fräuleins. Abgedruckt zur Unterhaltung und Belehrung für junge Mädchen, 1853. (Digitalisat der 5. Aufl. 1857)
- Joachim von Kamern. Ein Lebenslauf. Roman, Halle 1854 – eingeschränkte Vorschau in der Google-Buchsuche
- Bilder aus der Kinderwelt, Arnold, Leipzig 1848
- Marie. Eine Dorfgeschichte, Agentur des Rauhen Hauses, Hamburg, 1854. (Digitalisat)
- Wo wächst der Glücksbaum?, 1854
- Langenstein und Boblingen. Roman, Mühlmann, Halle 1855 – eingeschränkte Vorschau in der Google-Buchsuche
- Der Wolkenbruch, Glogau, 1855
- Rückerinnerungen aus einem Mädchenleben, Mühlmann, Halle 1855
- Die alte Jungfer. Mühlmann, Halle 1857. (Digitalisat)
- Der neue Schulmeister, verfasst: 1853, veröffentlicht: Fulda, Eckartsberga 1858
- Elisabeth. Eine Geschichte, die nicht mit der Heirat schließt. Roman, Fricke, Halle 1858 – eingeschränkte Vorschau in der Google-Buchsuche
- Die Geschichten von Christfried und Julchen, 1858. (Nachdruck der Ausgabe von 1885, Hansebooks Norderstedt 2017. ISBN 978-3-7436-2970-7)
  - Christfrieds erste Reise
  - Julchens Haushalt
  - Christfrieds Schuljahre
  - Christfrieds Harzreise
  - Christfried auf der Universität
  - Christfried als Hauslehrer
  - Julchen in der Residenz
- Der Sonntag, eine Schule des Himmels. Eine Erzählung, Wupperthaler Traktat-Gesellschaft, Barmen 1864
- Hundert Lieder, geistlich und weltlich, ernsthaft und fröhlich ..., Halle 1865
- Tagebuch einer Reise nach der Provence, Italien und der Schweiz. Roman, Fricke, Halle 1860

Erstveröffentlichungsdatum unbekannt:
- Balster-Meier bei den Franzosen oder das verlorene und wiedergefundene Kind. Erzählung. Verlag der Wuppertaler Traktat-Gesellschaft, Barmen 1889.
- Der Bankerott. Union Deutsche Verlags-Gesellschaft, Stuttgart 1889.
- Das Baregekleid
- Die Bebirgsreise und Der kleine kurrendejunge   Publ Carl Hirsch
- Das kluge Mädchen. Eine Geschichte aus der Kinderstube für die liebe Jugend
- Johanna. Eine Familiengeschichte
- Die Kassette. Hirsch, Konstanz 1900.
- Der Winterabend im Gebirge
- Herr und Kammerdiener
- Reisebriefe aus Frankreich, England und Schottland. Fricke, Halle 1882.
- Der Vormund. Mühlmann, Halle 1858. (Digitalisat)

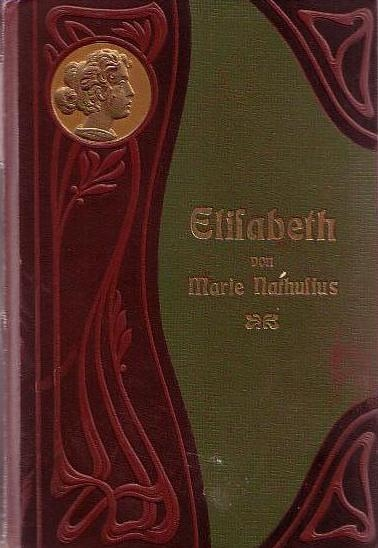
Elisabeth. Eine Geschichte, die nicht mit der Heirat schließt
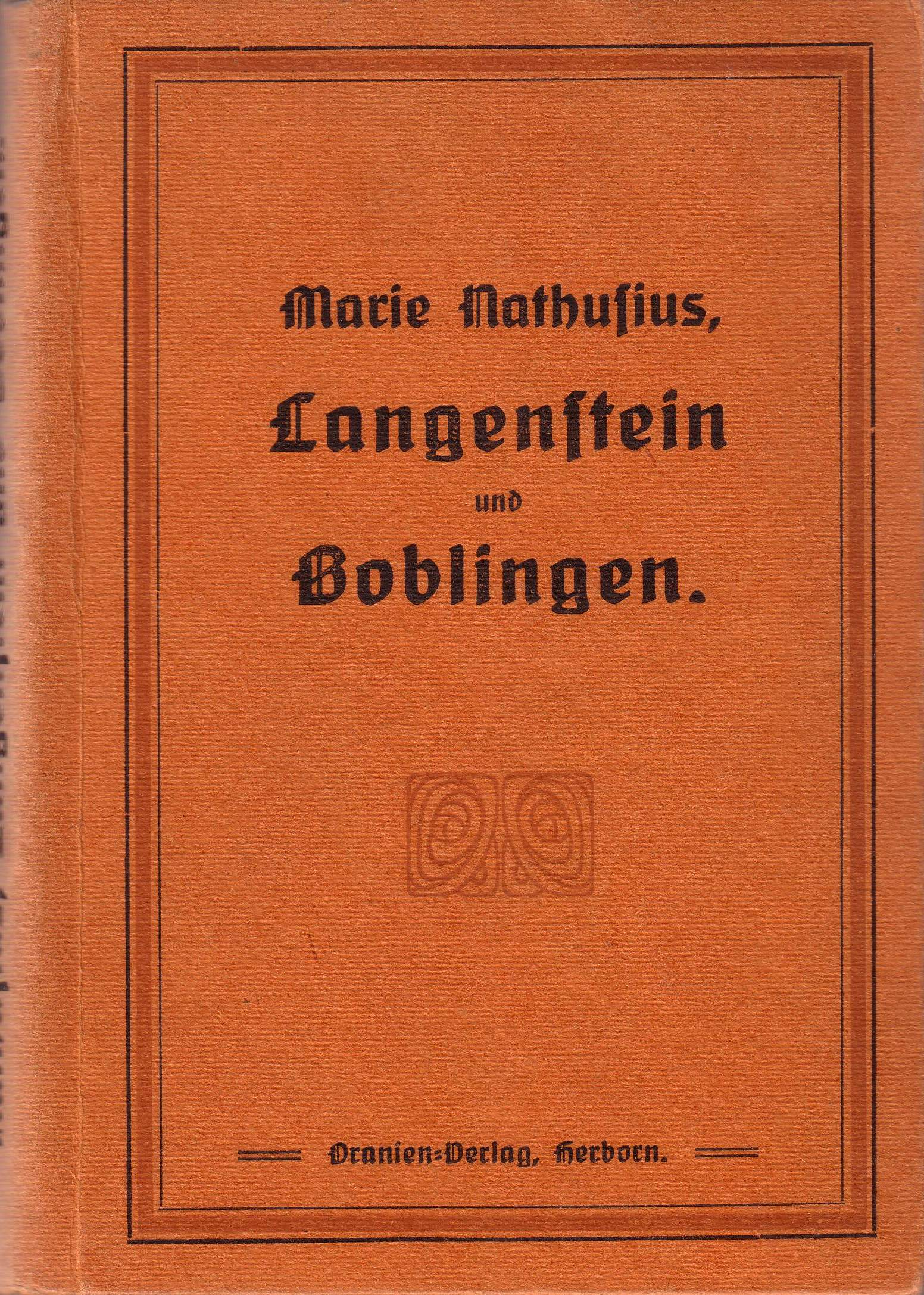
Langenstein und Boblingen
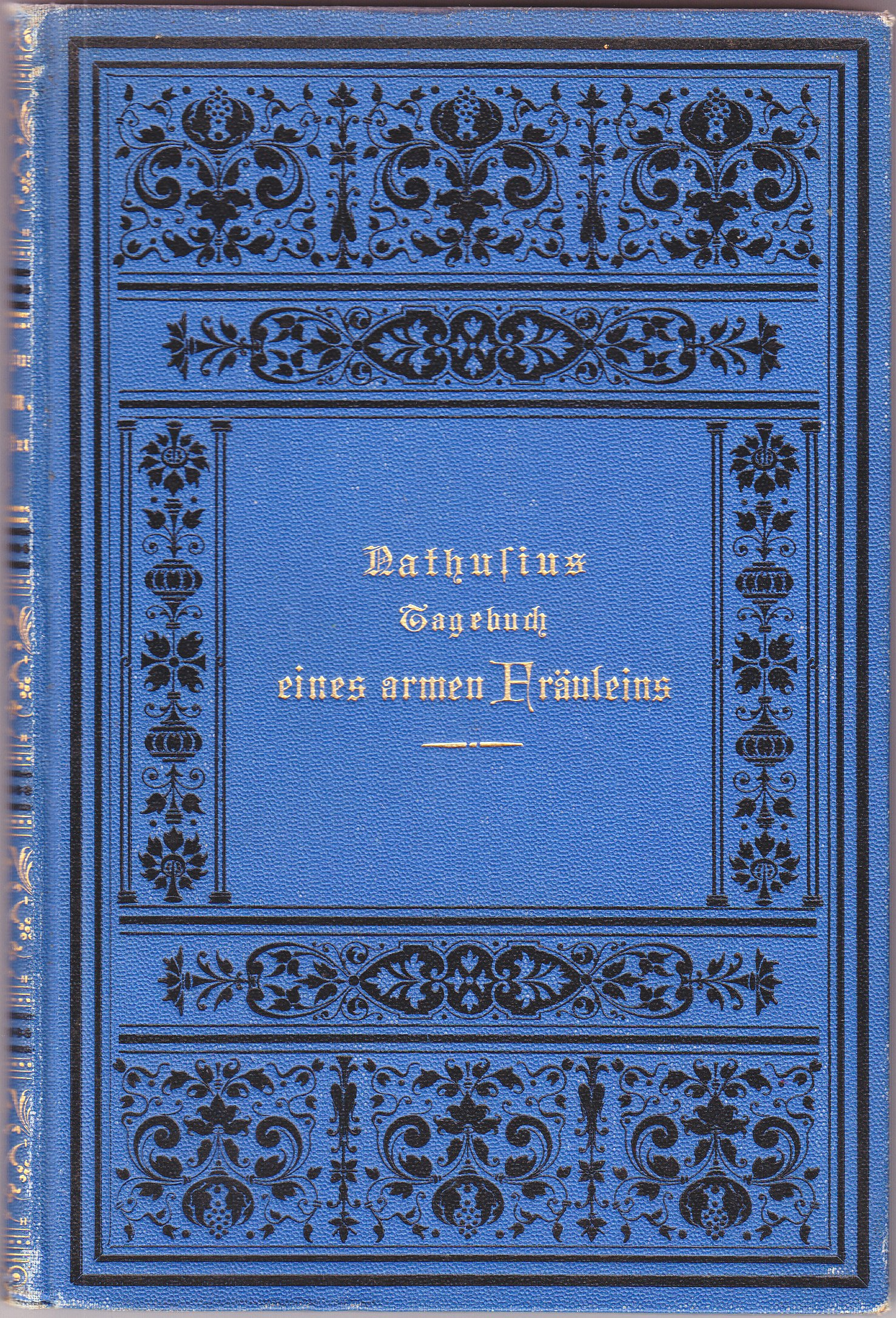
Tagebuch eines armen Fräuleins
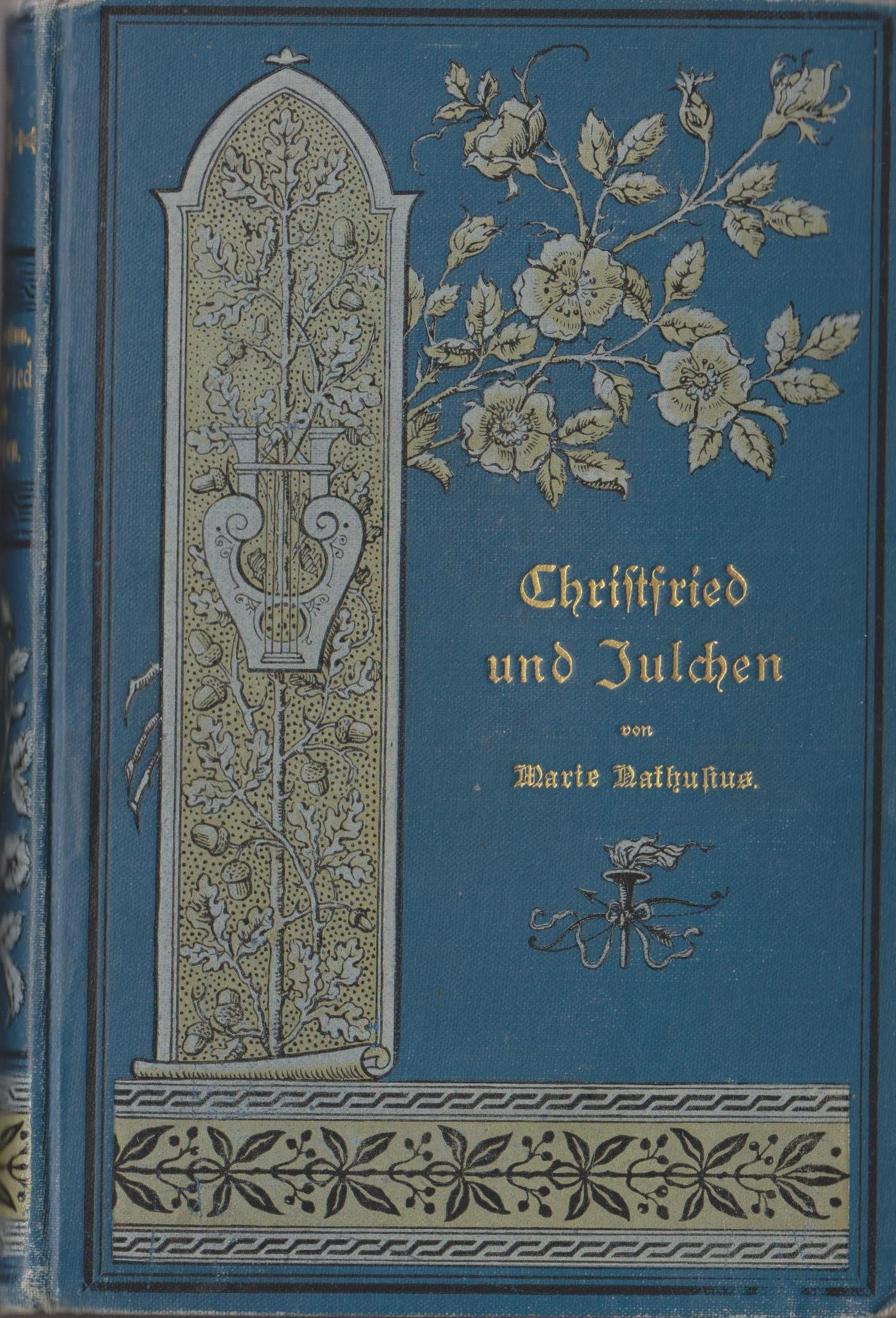
Christfried und Julchen
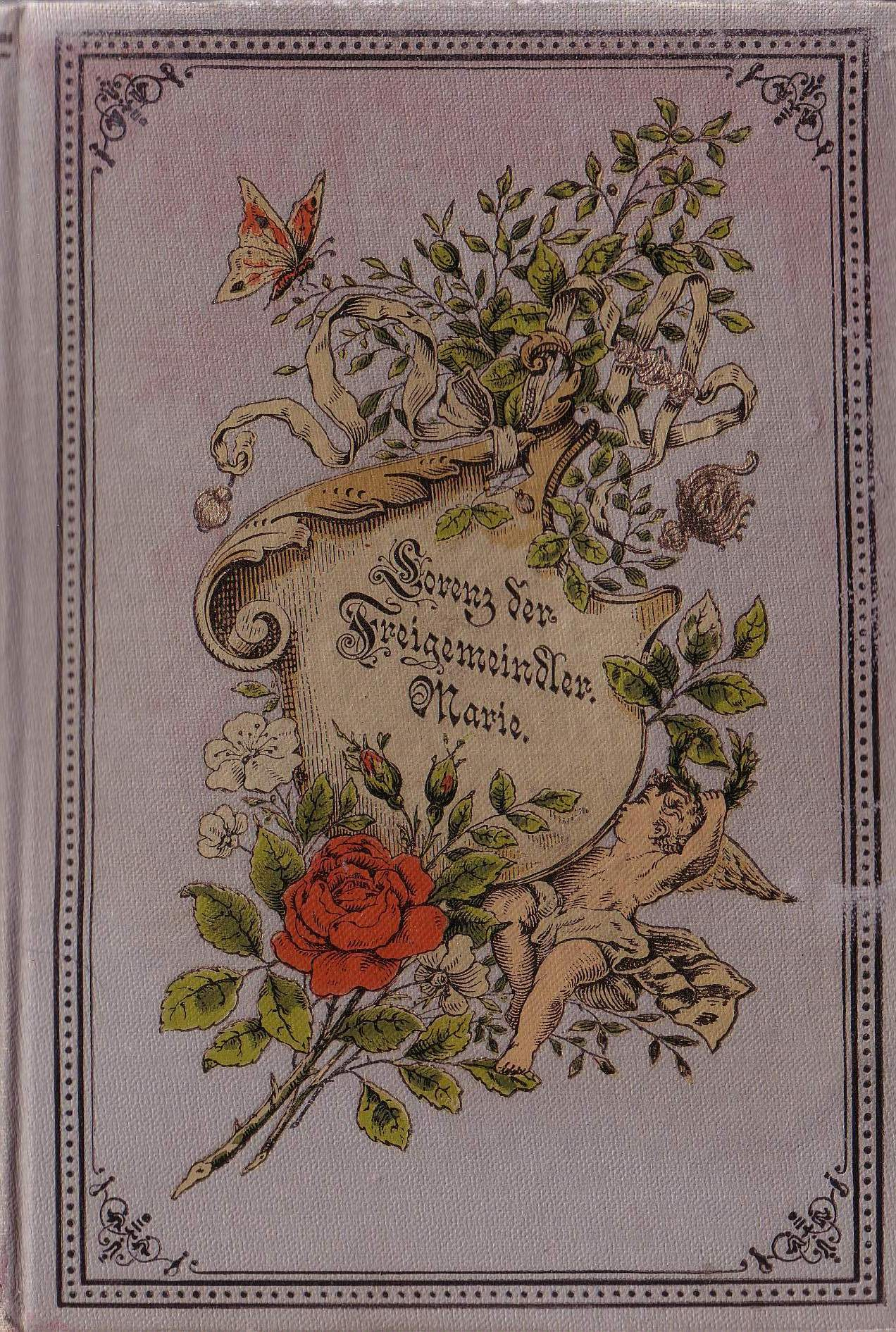
Lorenz der Freigemeindler
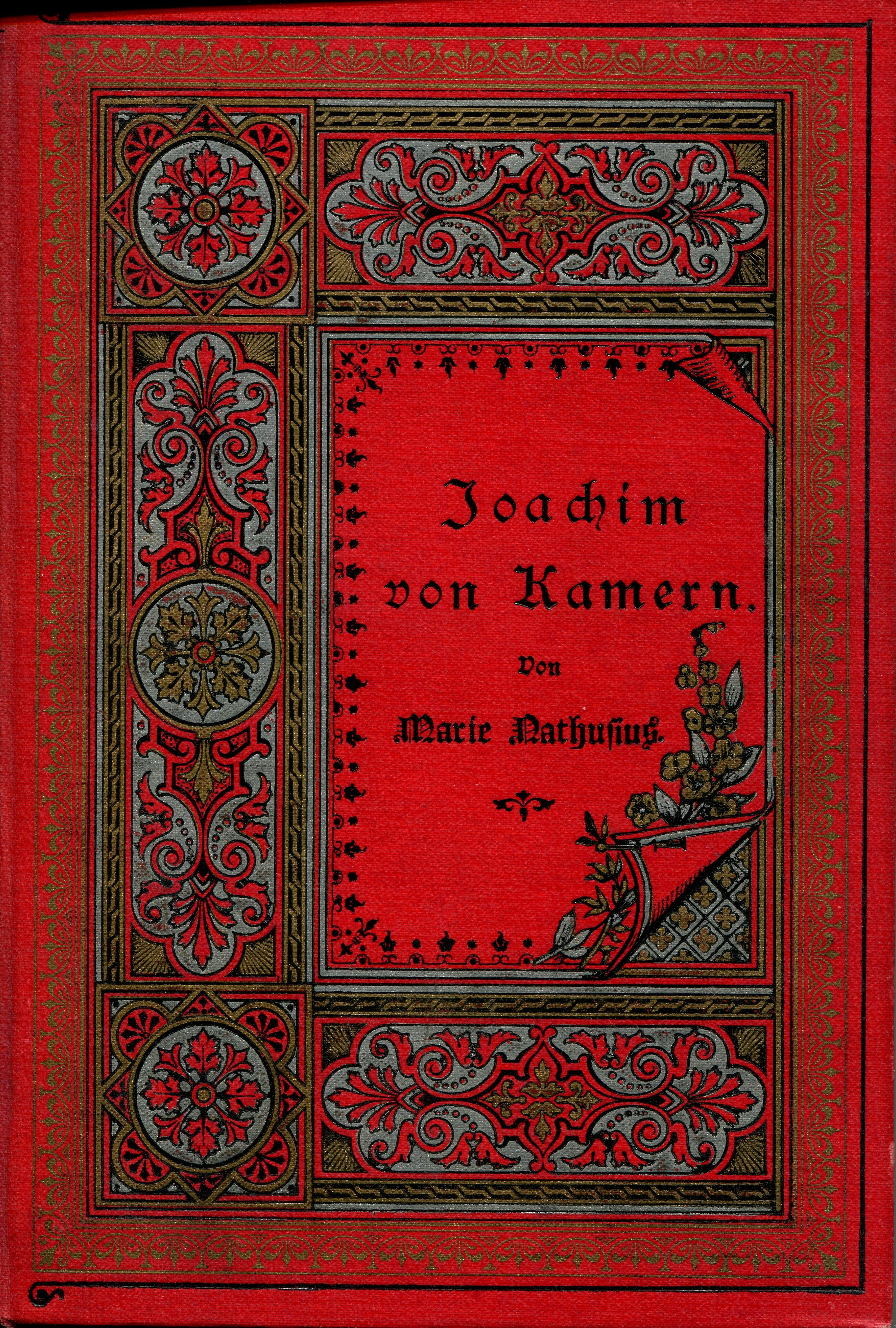
Joachim von Kamern
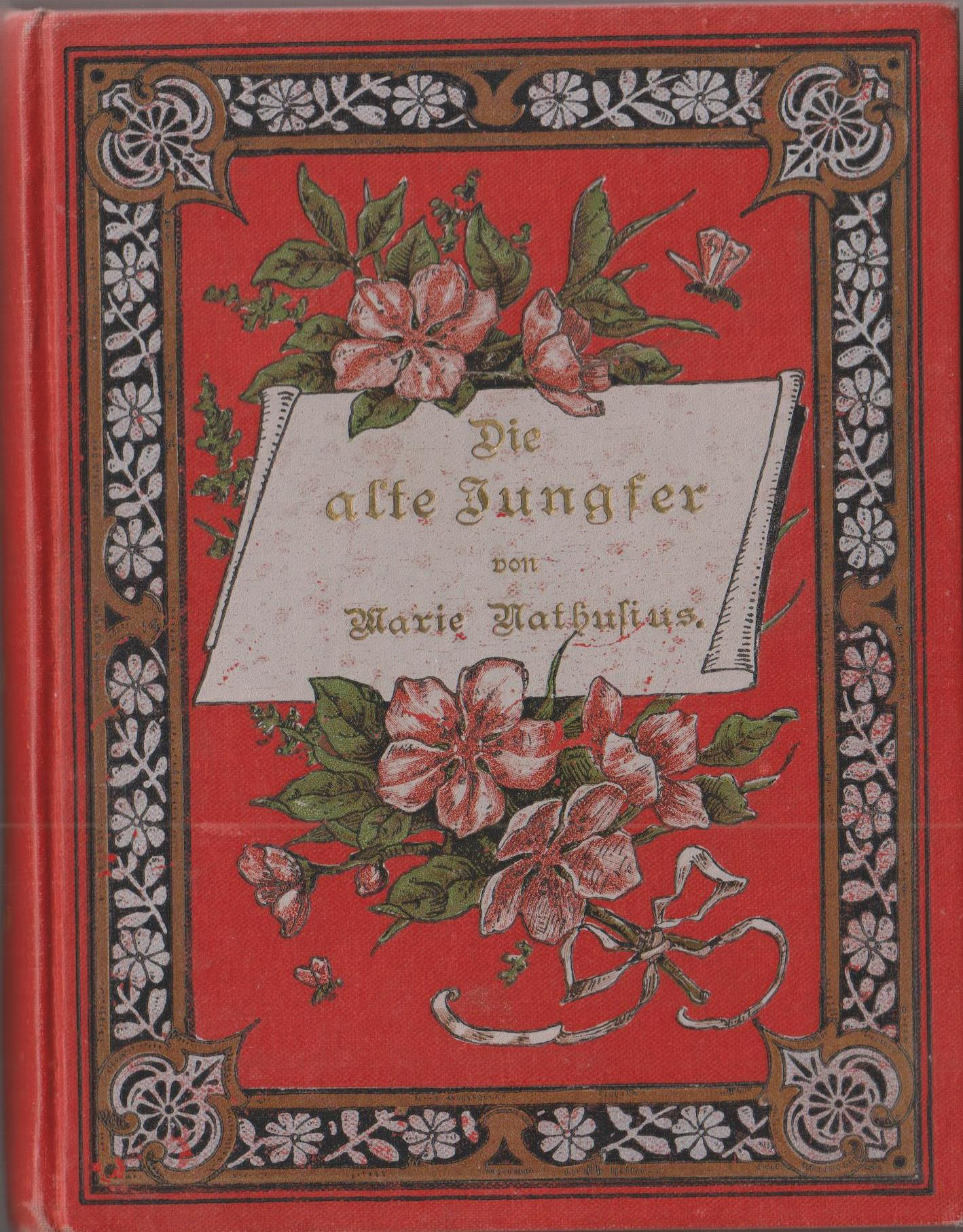
Die alte Jungfer
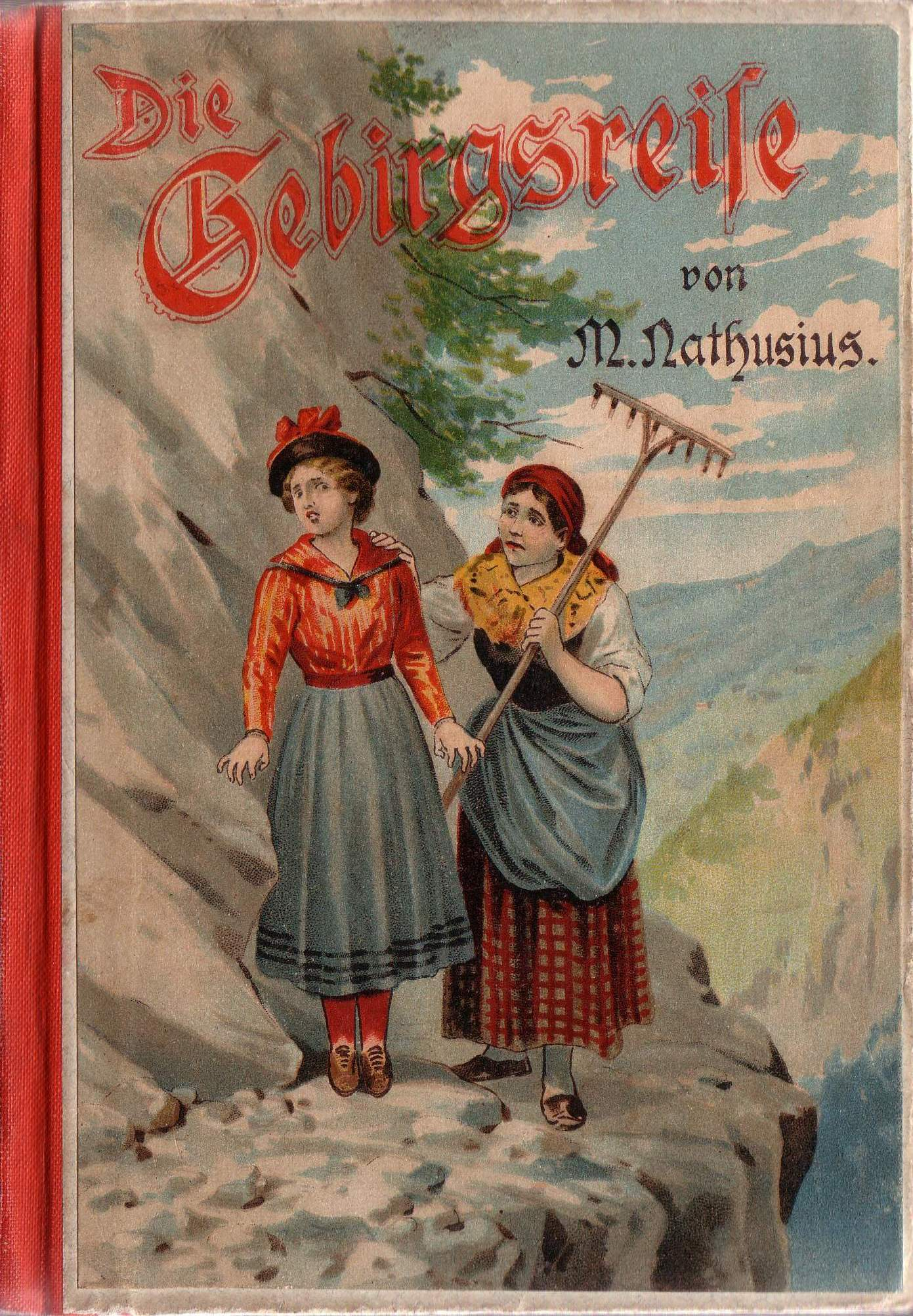
Die Gebirgsreise

## Sammelwerke (alphabet.)
- Auserlesene Erzählungen. P. E. Lindner, Leipzig[2]
- Ausgewählte Erzählungen. Herrmann Meidinger, Berlin 1905.
- Ausgewählte ERzählungen. Gressner & Schramm, Leipzig 1894.
- Ausgewählte Erzählungen. Ludwig Lewin, Berlin[3]
- Ausgewählte Erzählungen in 3 Bänden. Brandner, Dresden 1889.
- Ausgewählte Erzählungen, Ausgewählte Schriften, Gustav Fock, Leipzig 1889 und 1890.
- Das kluge Mäus'chen, Eine Geschichte aus der Kinderstube für die liebe Jugend, J. F. Schreiber, Esslingen 1878.
- Drei Erzählungen aus dem Harz, Richard Mühlmann, Halle 1893
- Dorf- und Stadtgeschichten, Gesammelte Schriften, Richard Mühlmann, Halle 1858, 1860 und 1890. (Digitalisat 3. Aufl. 1872)
- Erzählungen, Richard Mühlmann, Halle 1854. (Digitalisat)
- Erzählungen einer Großmutter, Richard Mühlmann, Halle 1890.
- Erzählungen einer Großmutter, Franz Wunder, Göttingen 1894.
- Gesammelte Schriften, Richard Mühlmann, Halle 1891
- Gesammelte Schriften, Julius Fricke, Halle 1860
- Gesammelte Erzählungen, in 10 Bänden, Gustav Fock, Leipzig
- Kleine Erzählungen, Gesammelte Schriften, Richard Mühlmann, Halle 1868, 1890 und 1893
- Schönste Erzählungen, Jugendträume. Eine Sammlung von Märchen, Schwänken, Sagen, Erzählungen und Abenteuern für das junge Volk, Rhein-Elbe, Hamburg 1927/1928
- Sechs Erzählungen für die Mädchenwelt, Richard Gahl, Berlin
- Vier Geschichten aus Dorf und Land, Hermann Meidinger, Berlin 1927
- Vier Mädchen-Erzählungen, Hermann Meidinger, Berlin

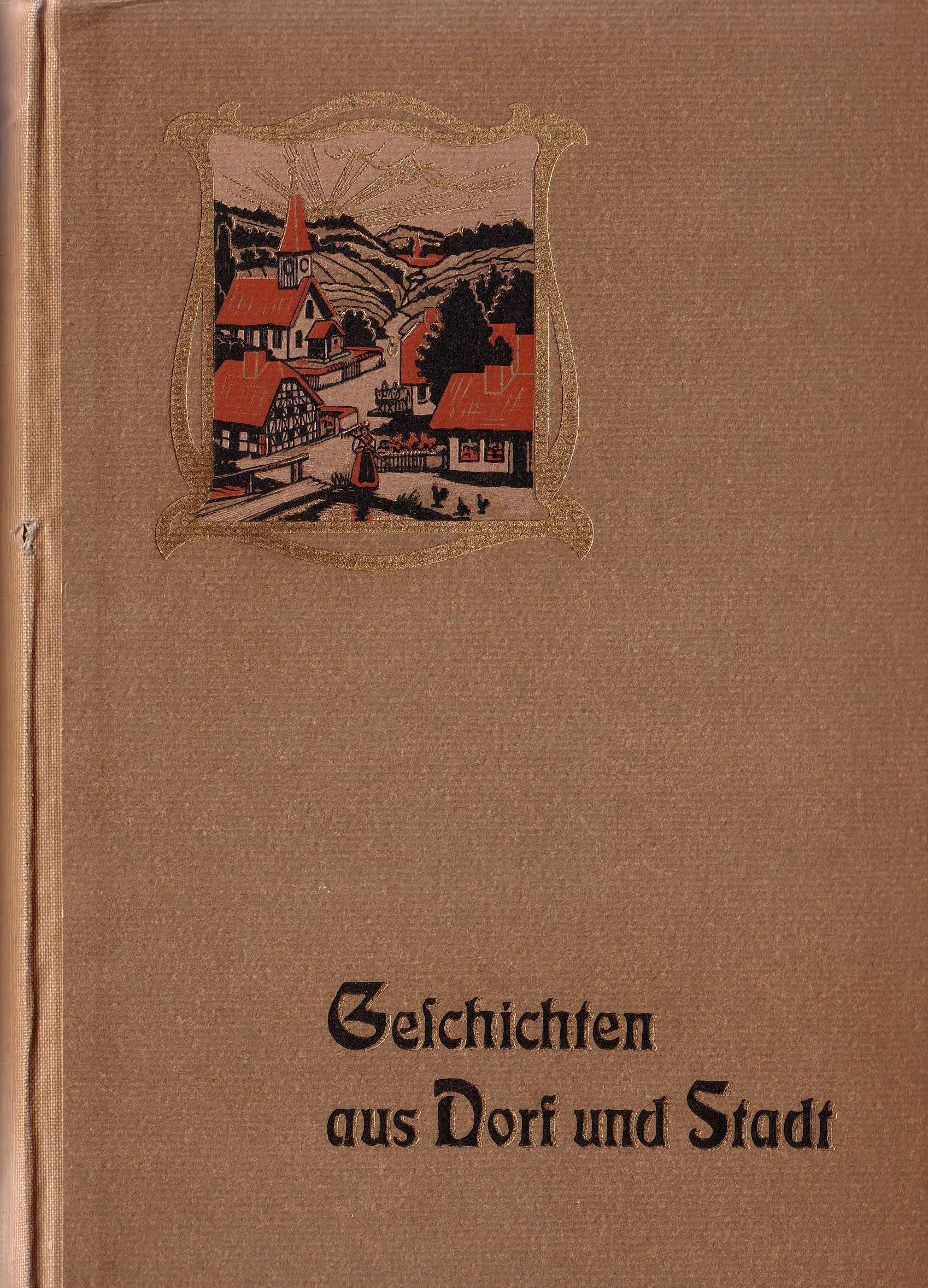
Geschichten aus Dorf und Stadt
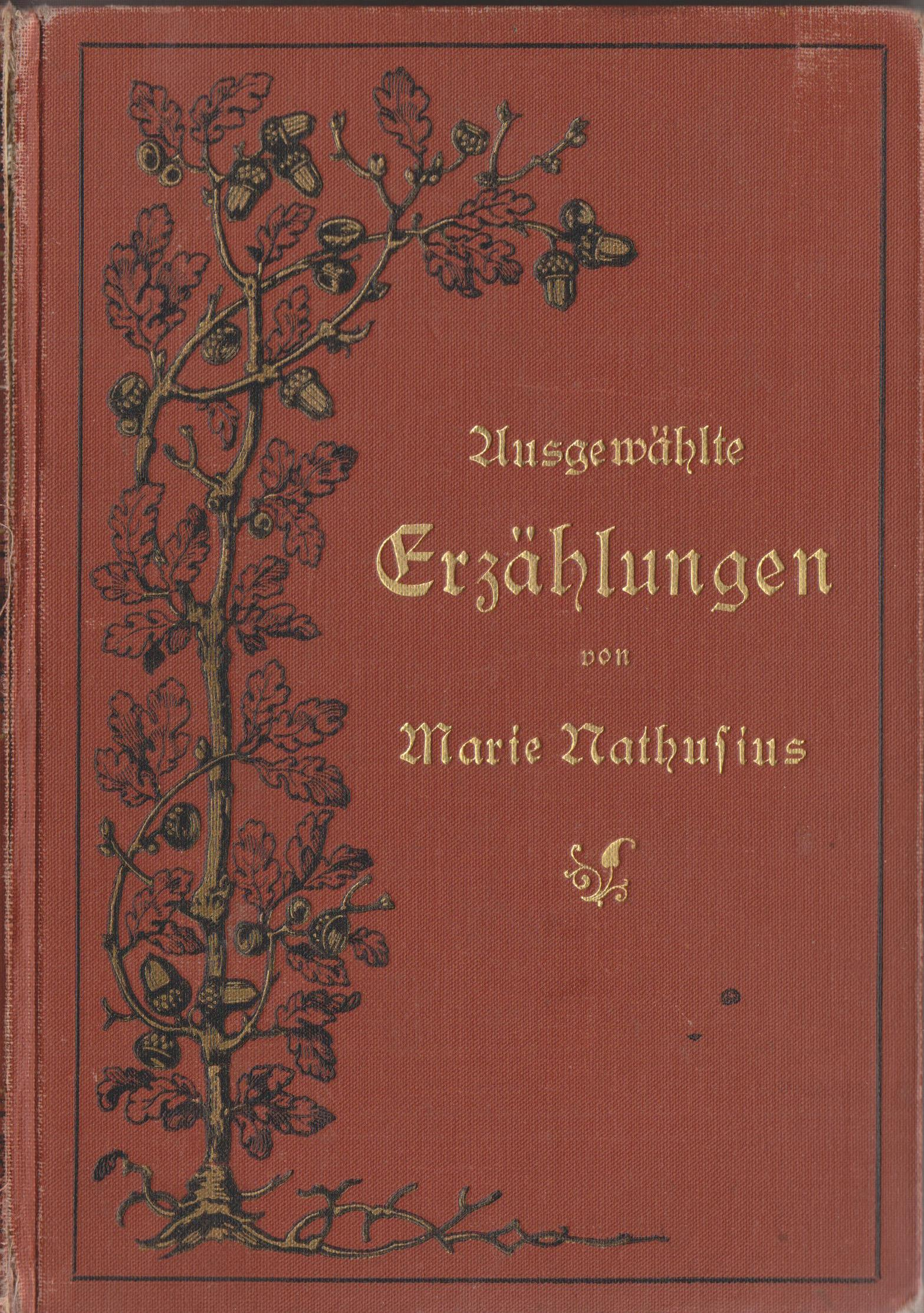
Ausgewählte Erzählungen
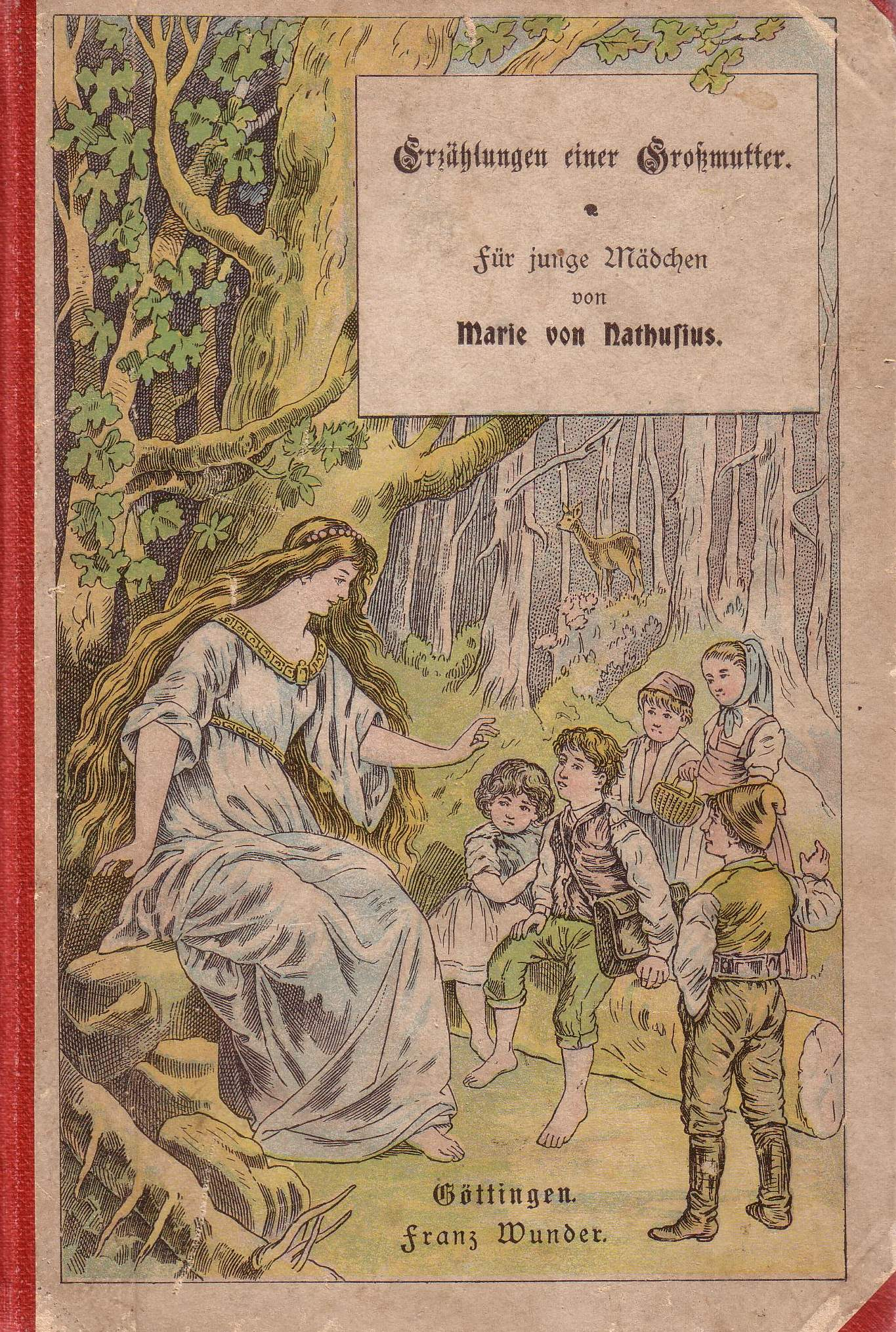
Erzählungen einer Großmutter
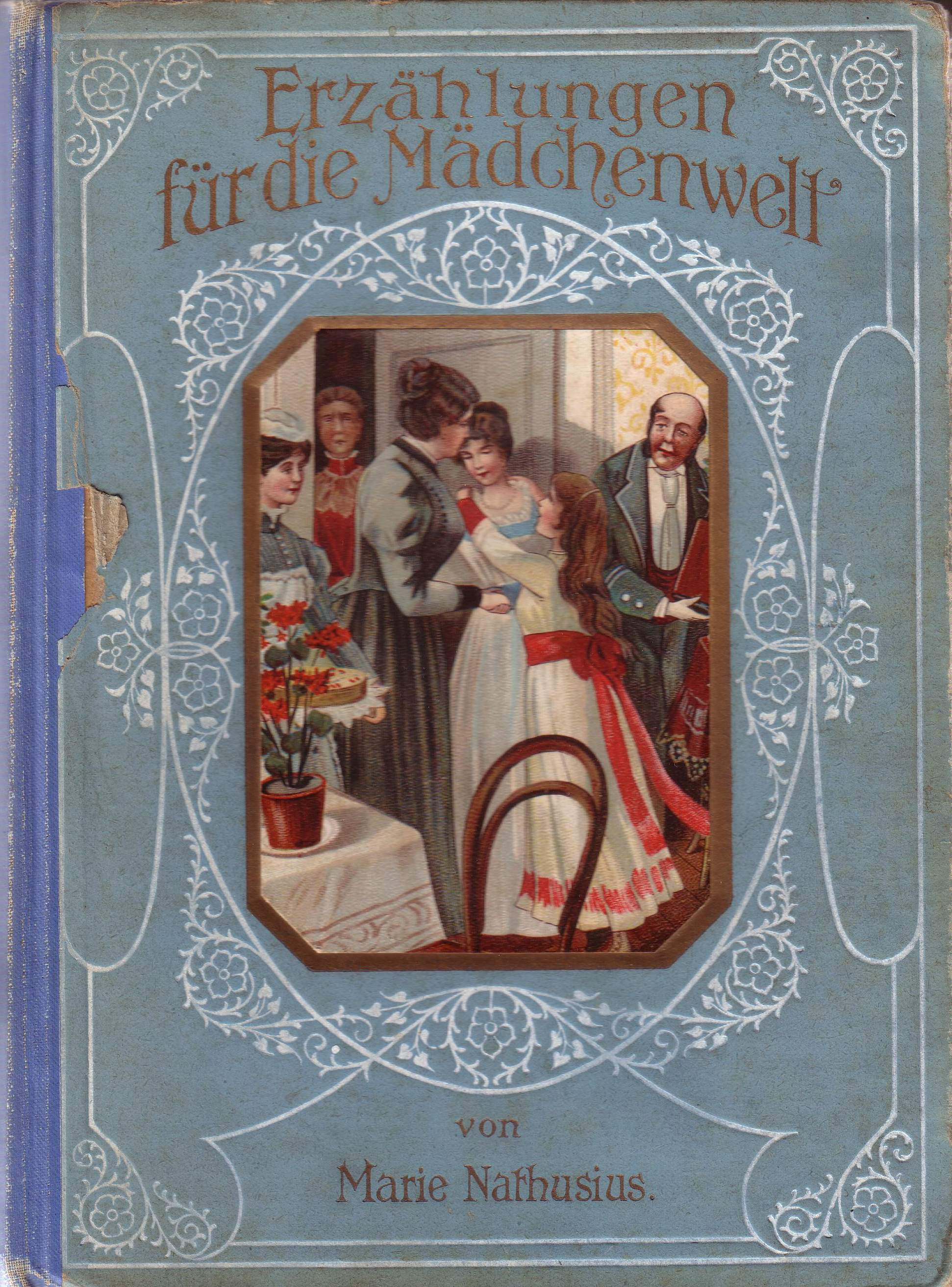
Sechs Erzählungen für die Mädchenwelt
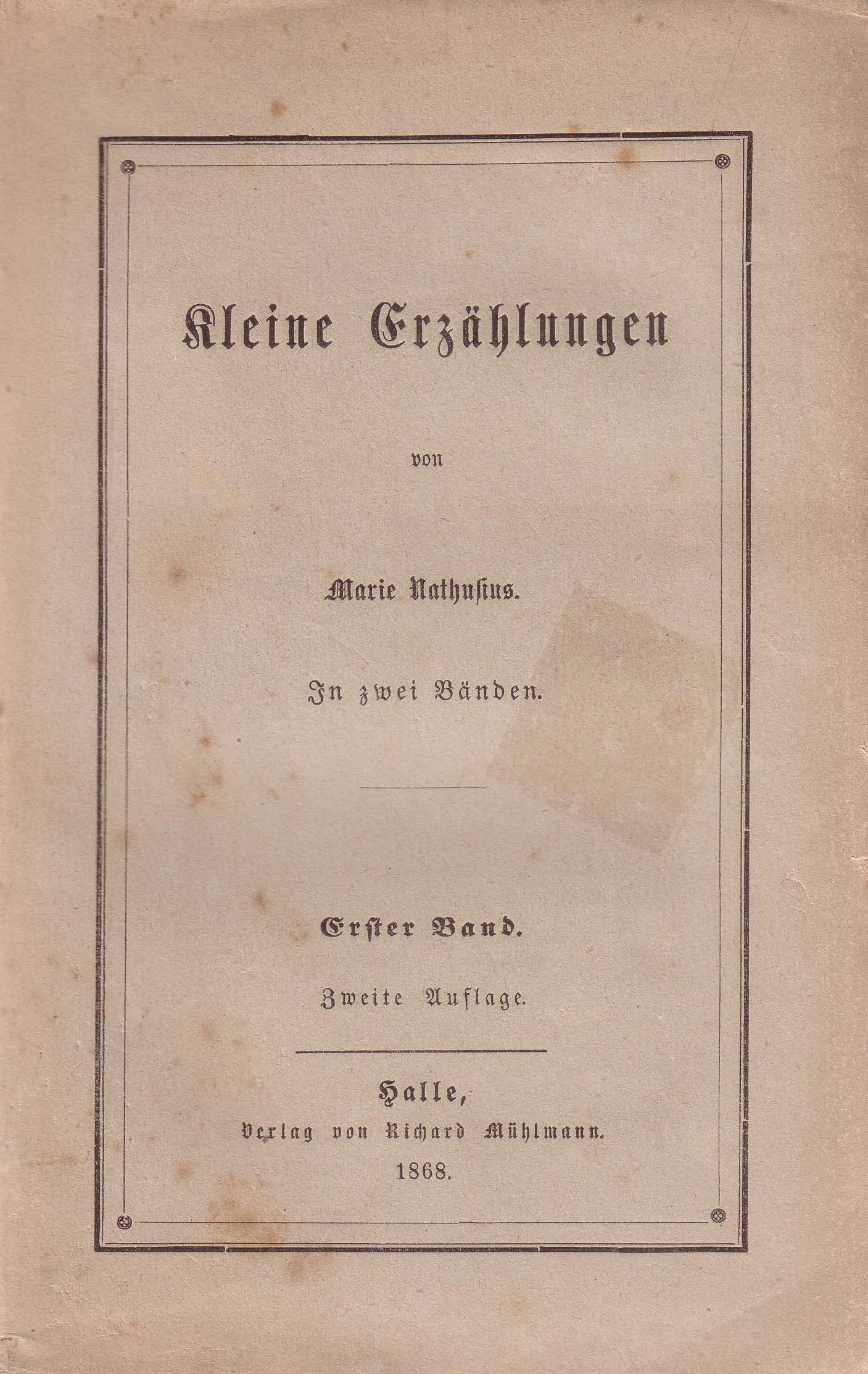
Kleine Erzählungen
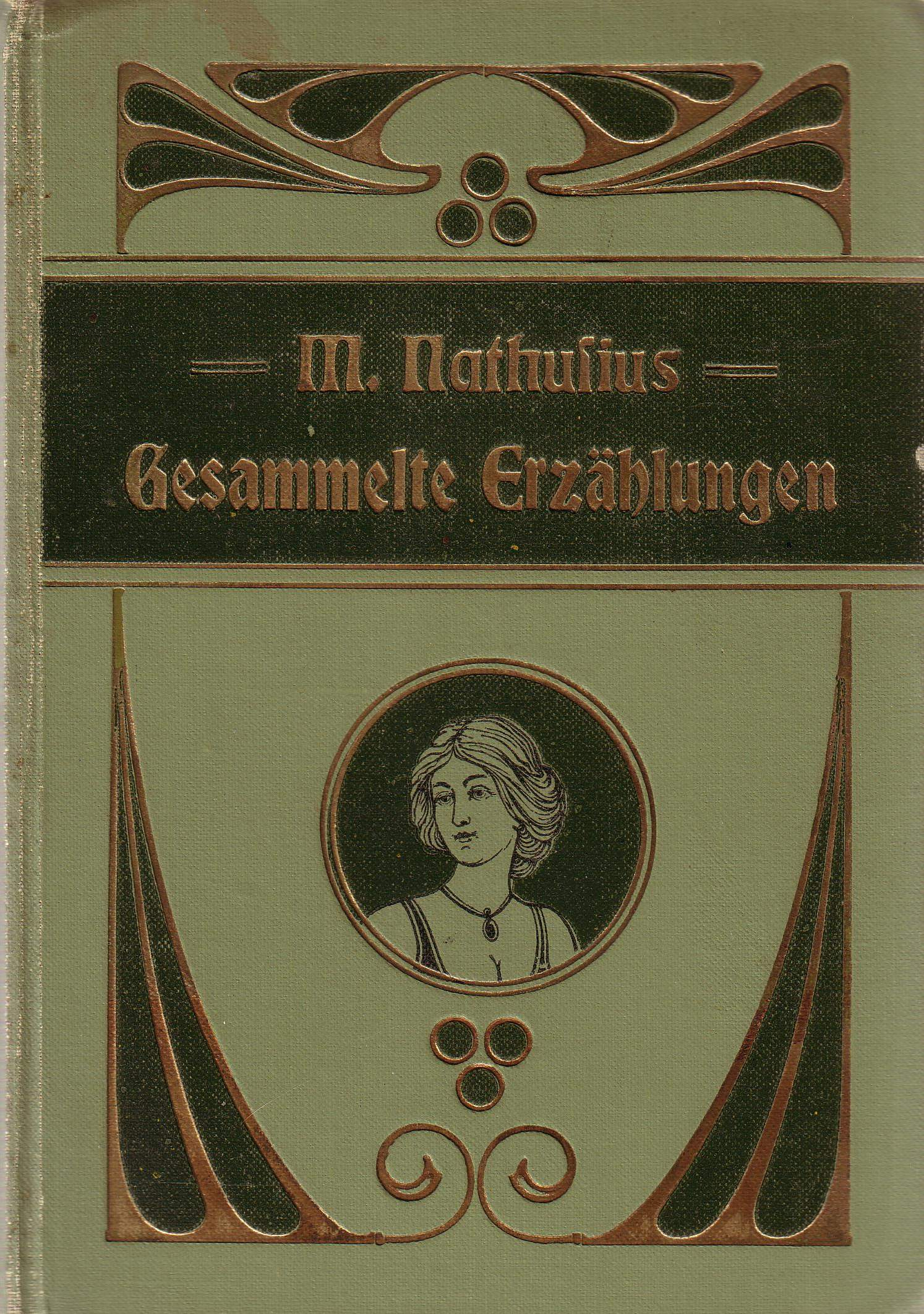
Gesammelte Erzählungen
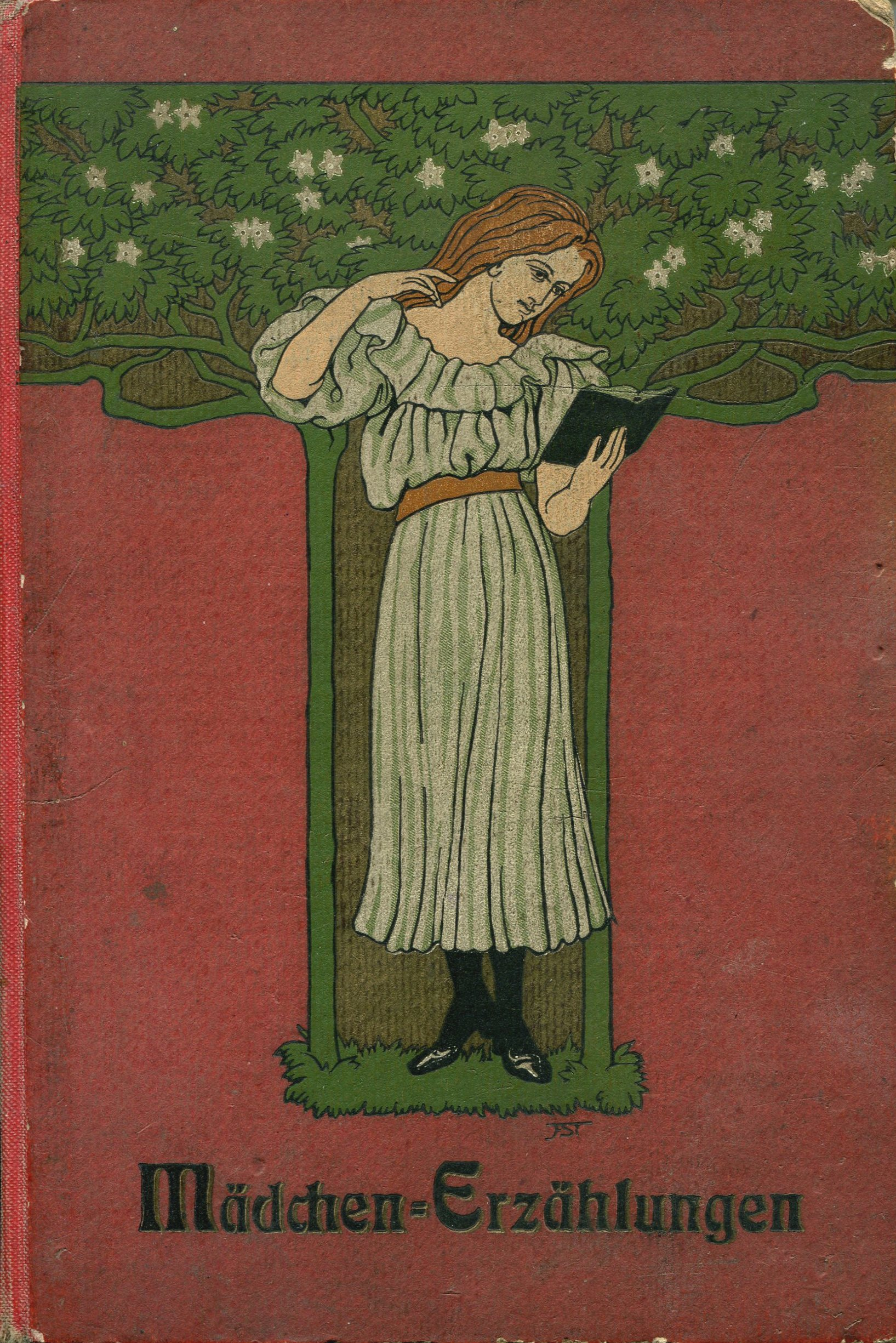
Mädchen-Erzählungen
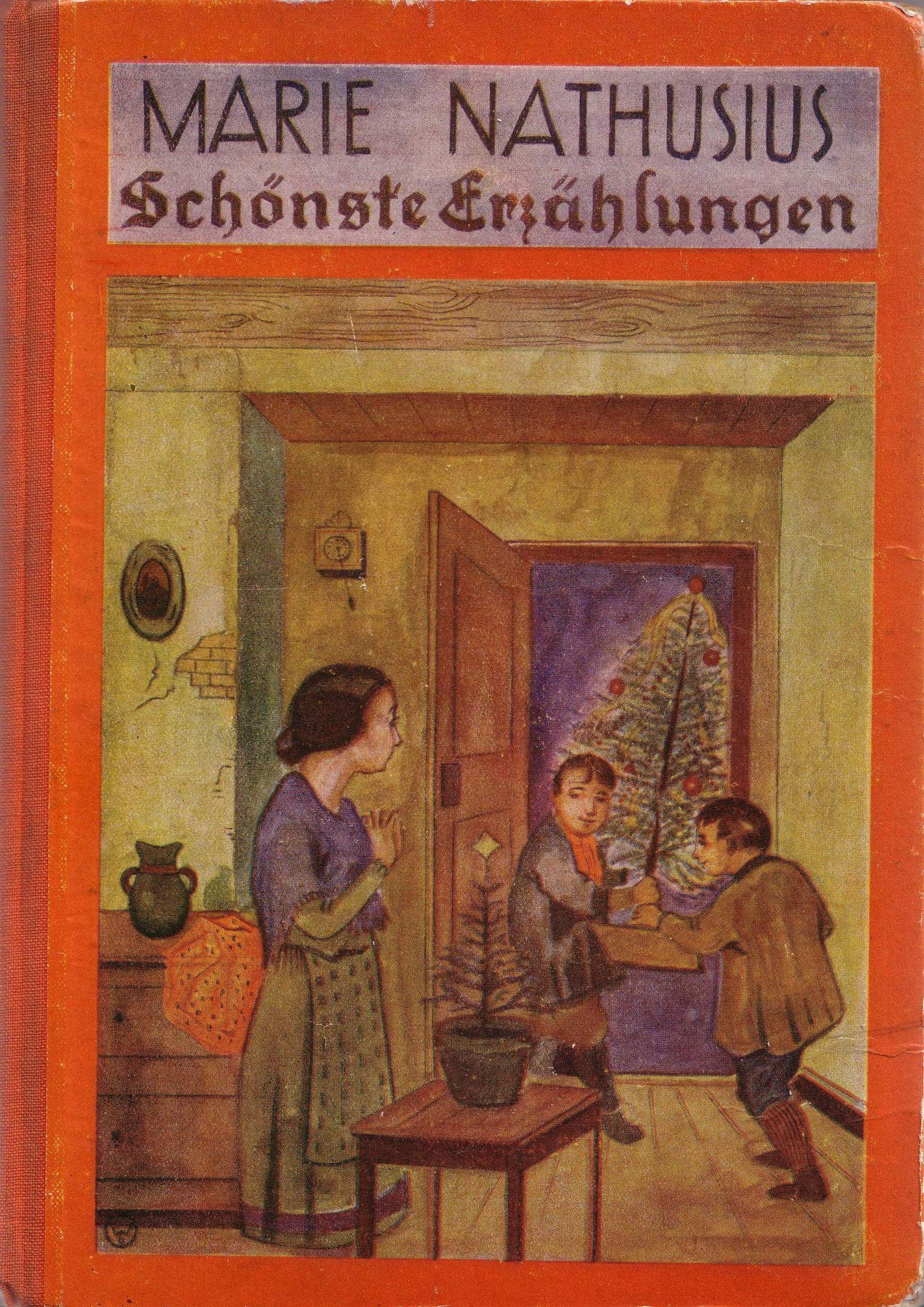
Schönste Erzählungen

## Fehlerhafte Bezeichnung
Mehrfach wurden Werke mit einem falschen Namen der Autorin versehen. So wurde ihr Vorname bereits zu Lebzeiten öfter als „Maria“ angegeben. Nach der Erhebung ihres Ehemanns Philipp von Nathusius in den Adelsstand im Jahr 1861 wurden ihre Bücher teilweise unter dem Namen „Marie von Nathusius“ vermarktet, obwohl sie bereits 1857 gestorben war.

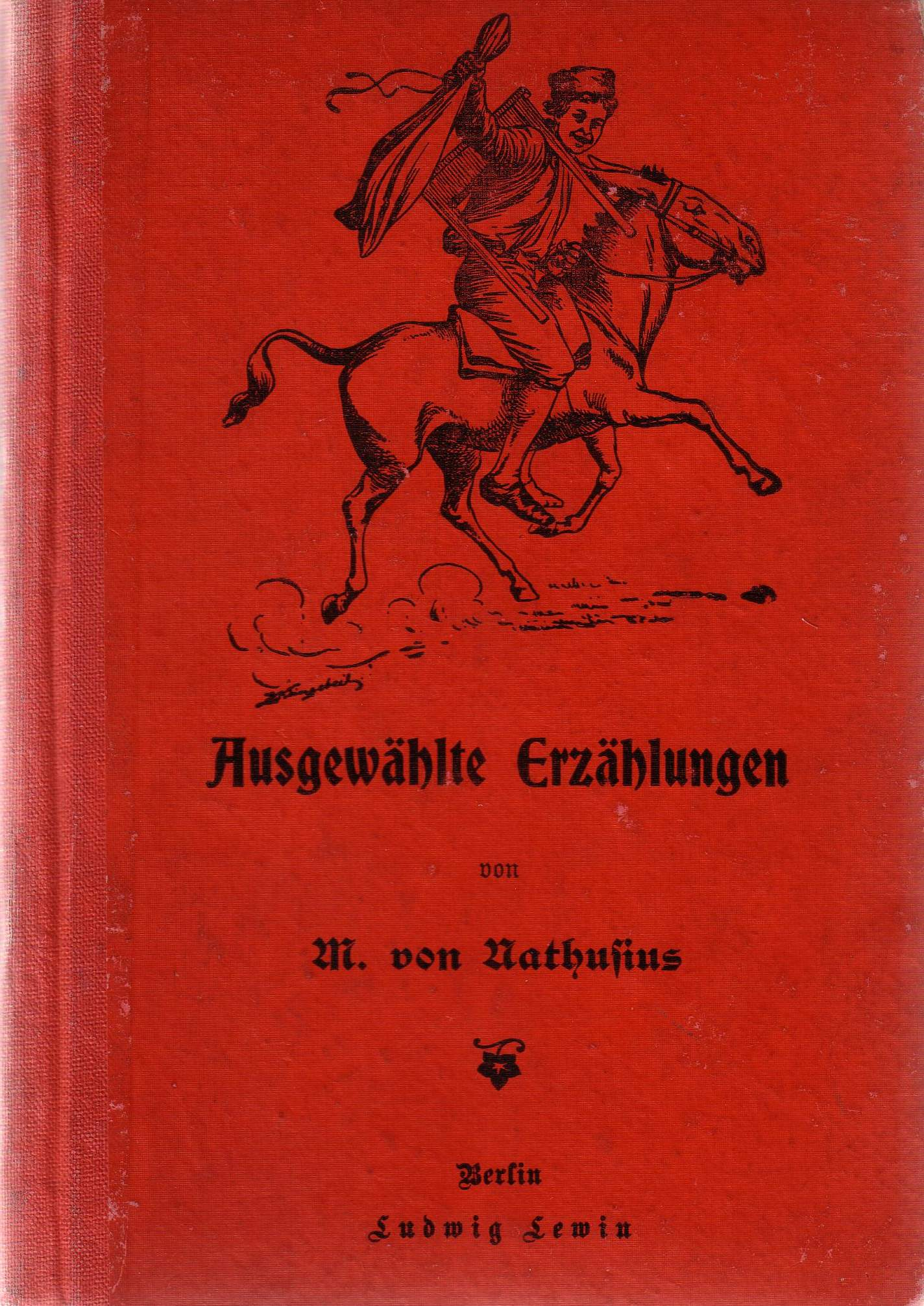
M. von Nathusius
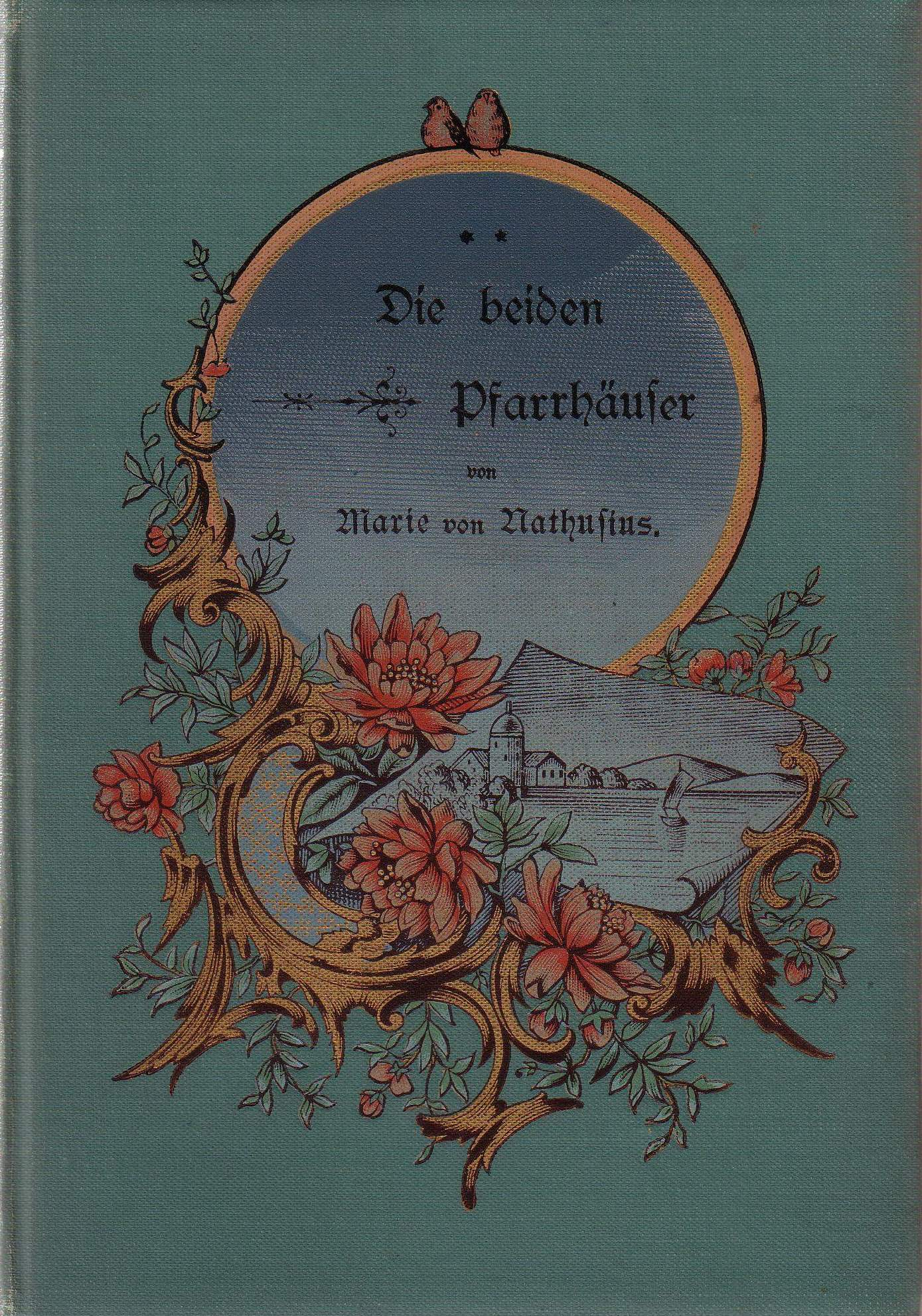
Marie von Nathusius
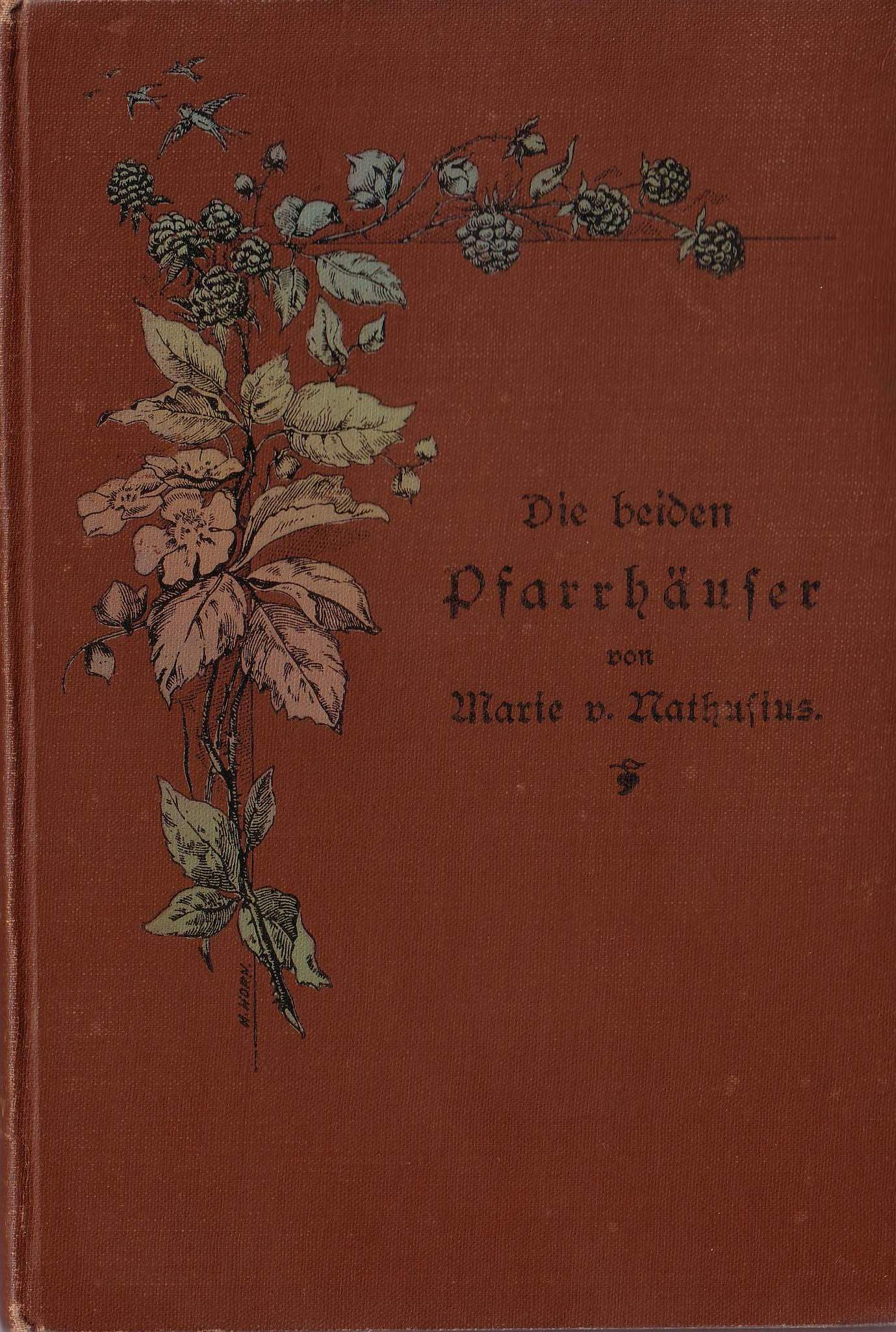
Marie v. Nathusius
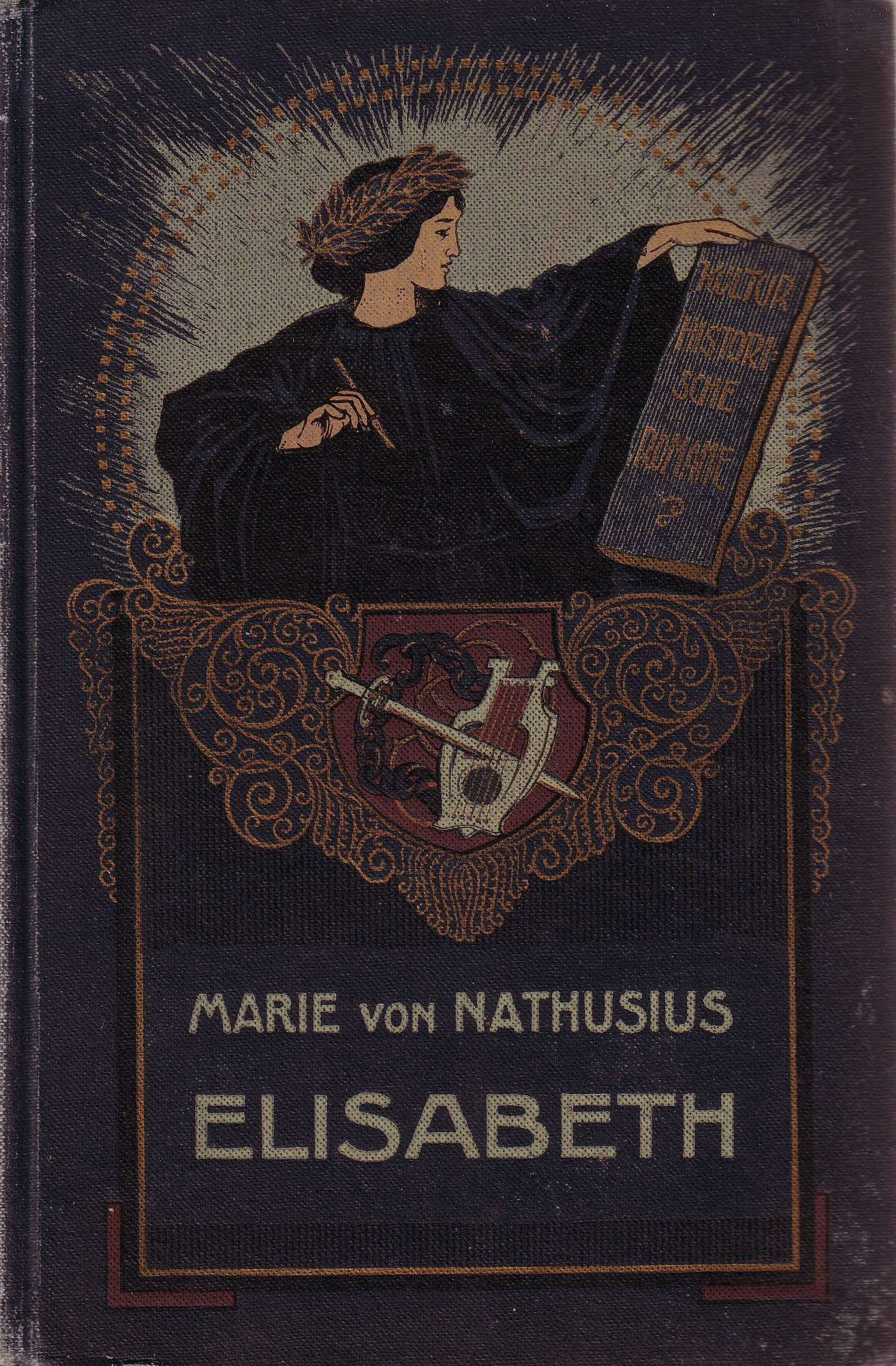
Marie von Nathusius
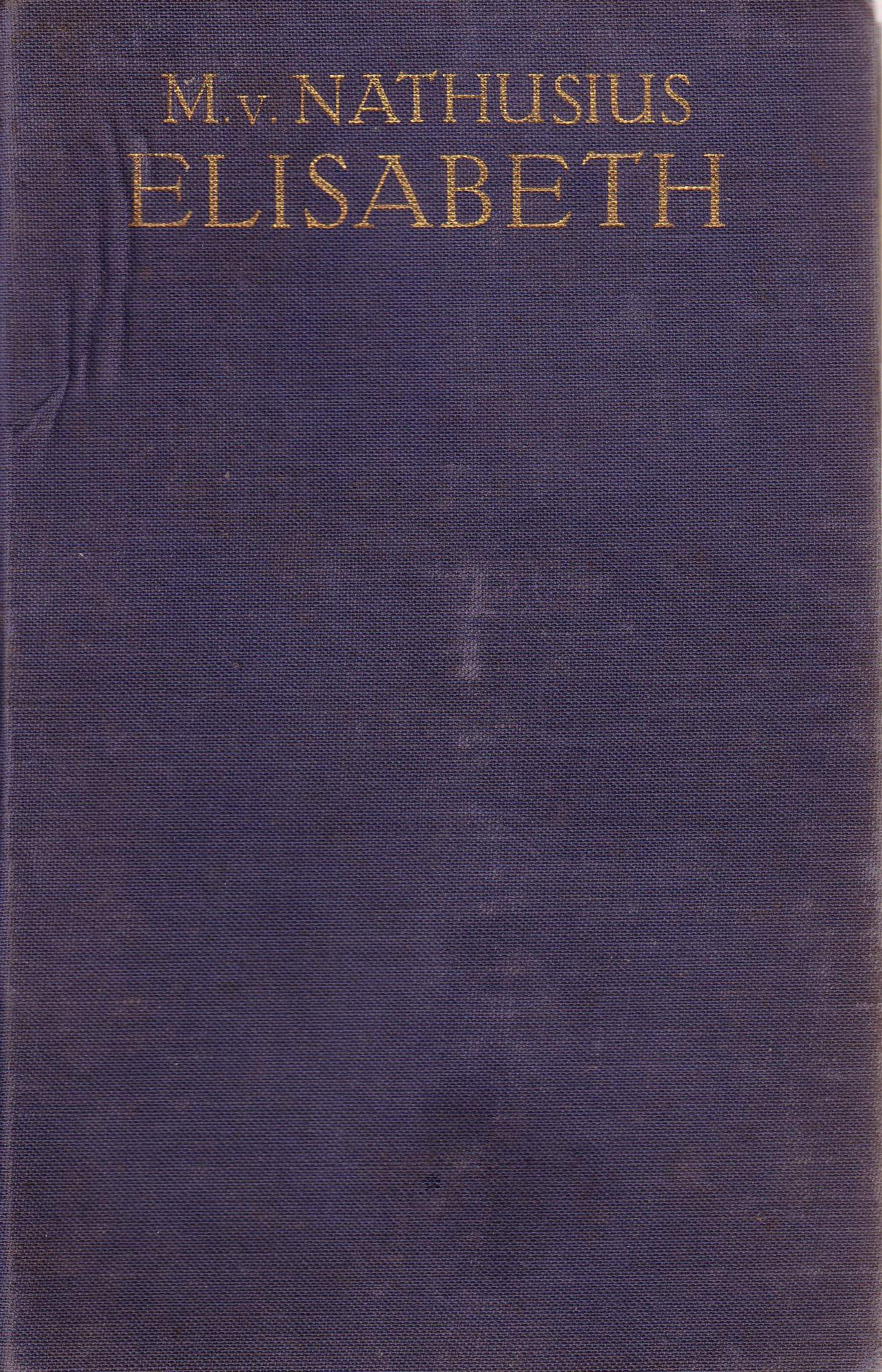
M. v. Nathusius
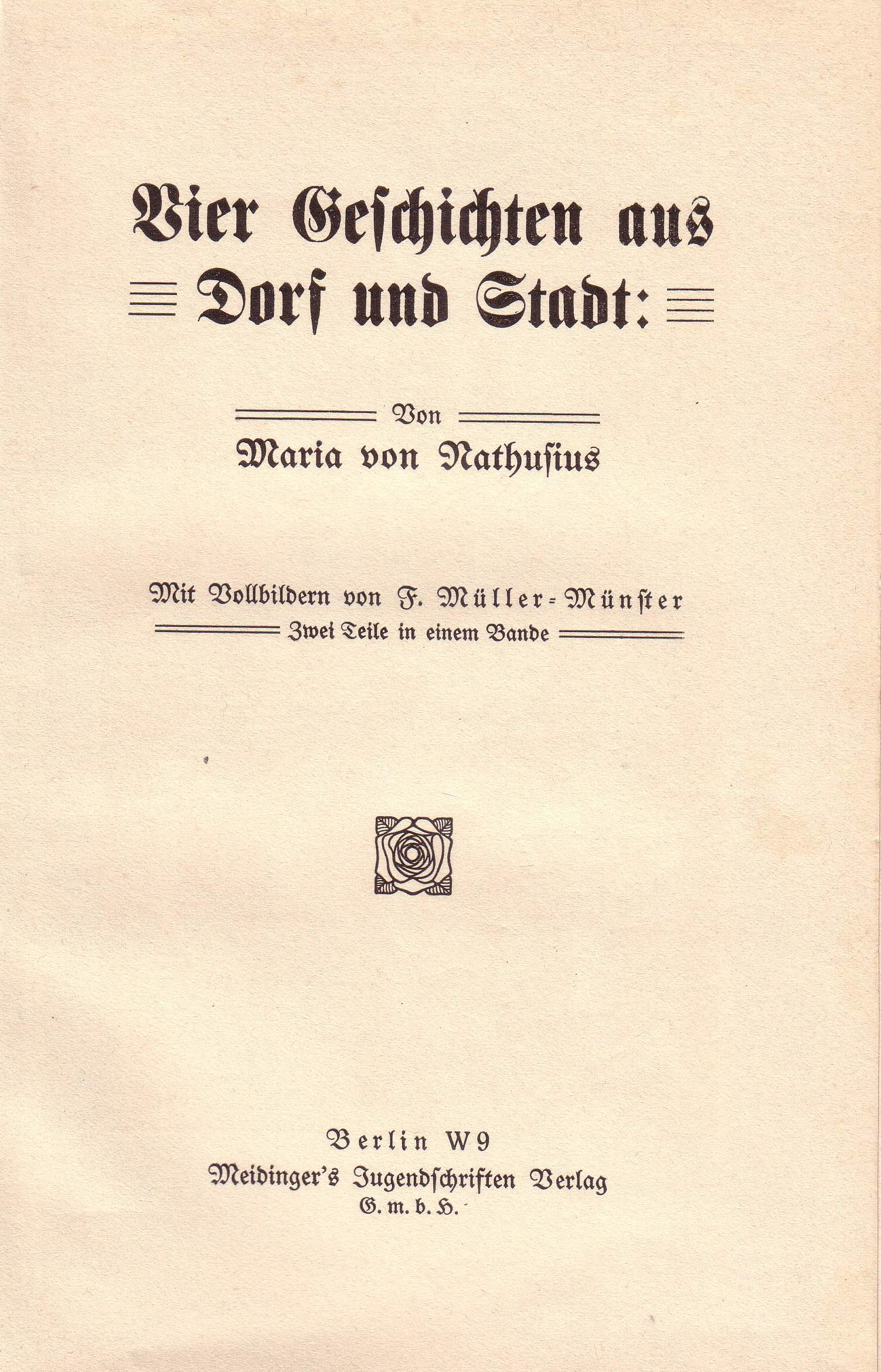
Maria von Nathusius
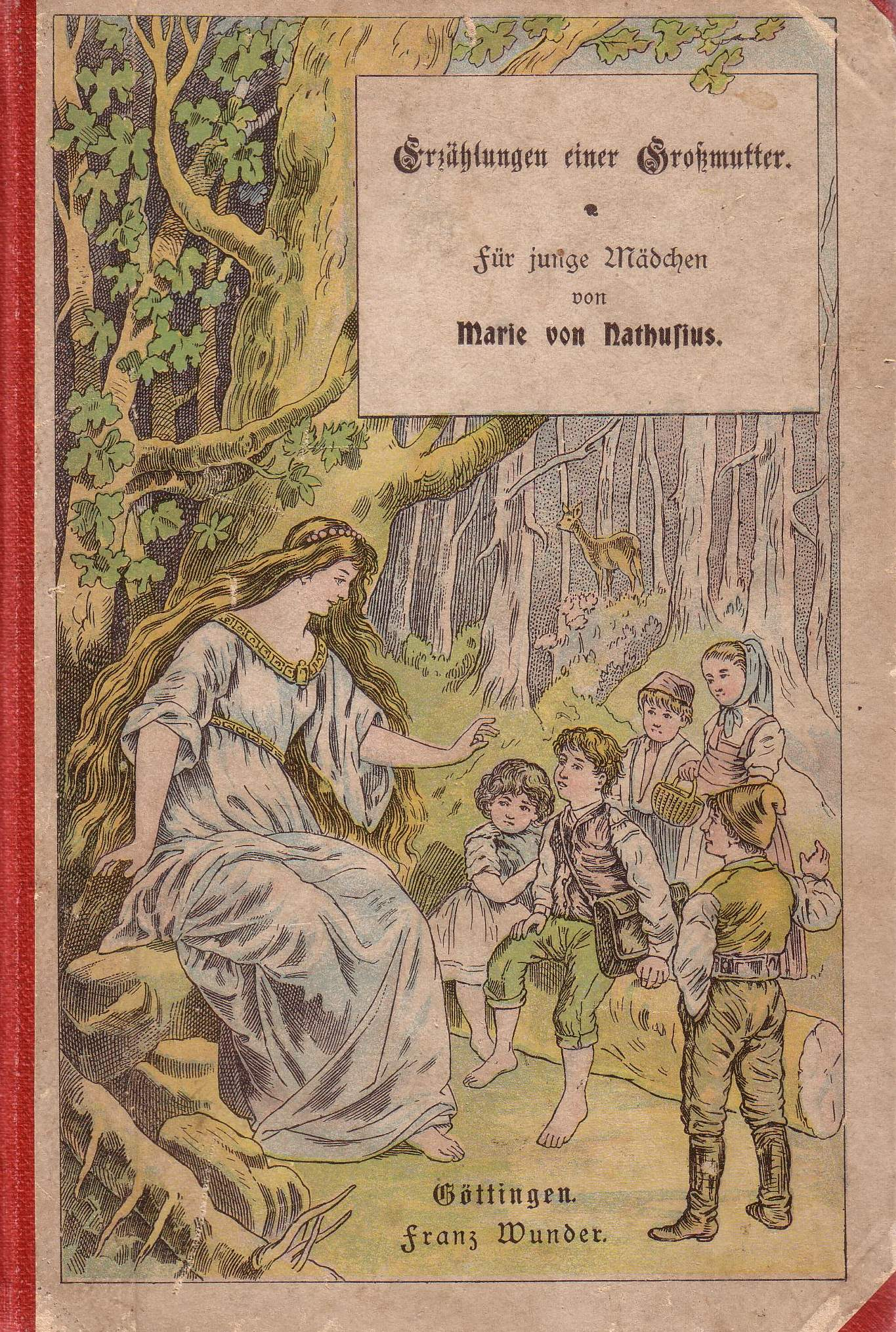
Marie von Nathusius
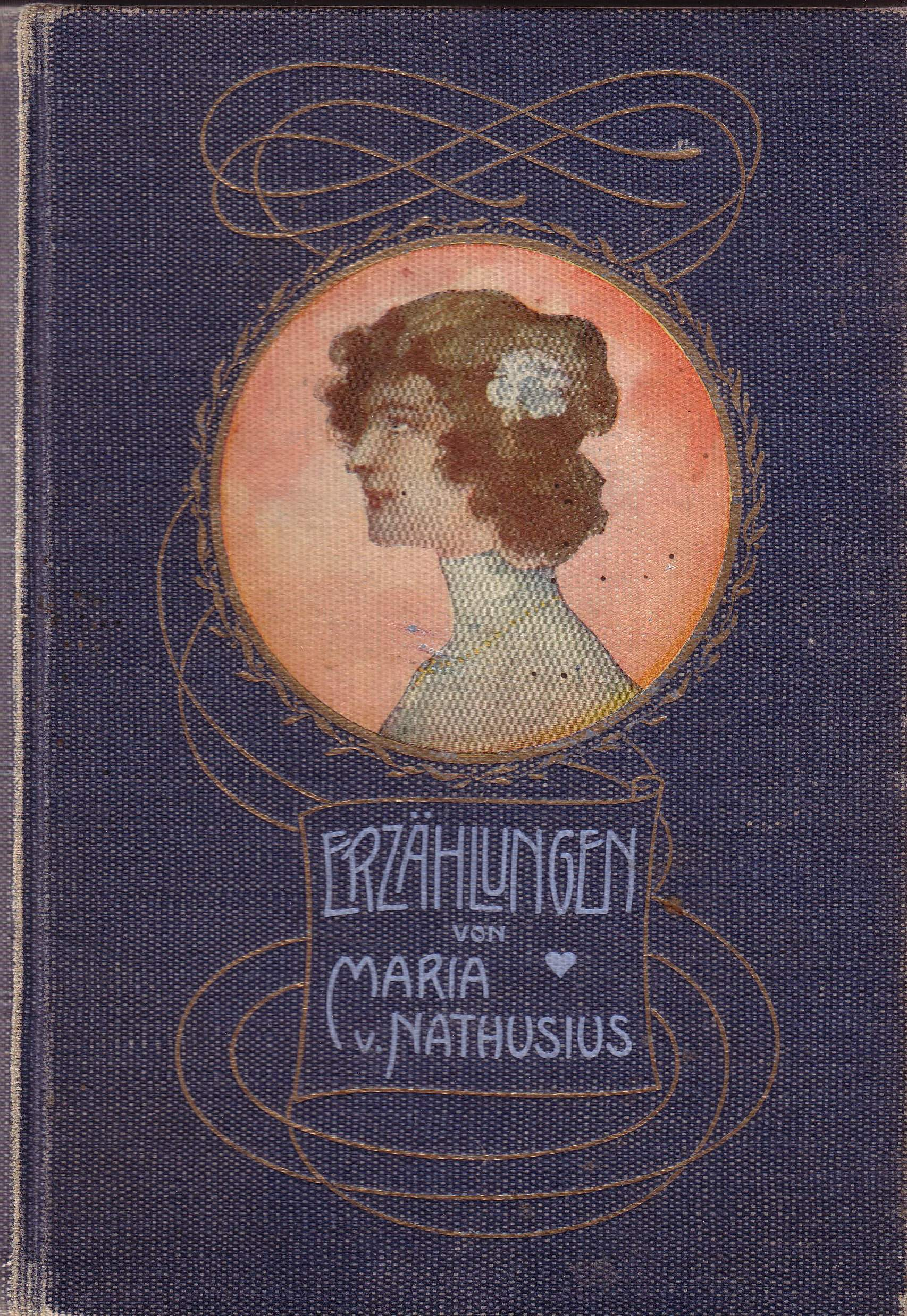
Maria v. Nathusius

## Gemeinschaftswerke (alphabet.)
- Bibliothek wertvoller Novellen und Erzählungen, Herder & Co., Freiburg i. B. 1911 und 1921
- Deutscher Volkskalender auf das Jahr 1857, Gustav Nieritz (Hrsg.), Wiegand, Leipzig 1857
- Erzählungen von Zürn und Nathusius, von Ludwig Zürn und Marie Nathusius, Otto Hendel, Halle
- Fürs Mädchenherz, Ausgewählte Erzählungen, von Marie Nathusius und Christoph von Schmid, Hermann Meidinger, Berlin
- Goldenes Mädchenbuch, Auswahl bester Erzählungen, von Jeremias Gotthelf, M. von Nathusius, W. D. von Horn, Christoph von Schmid, Hermann Meidinger, Berlin
- Grosses illustriertes Mädchenbuch. Eine Sammlung von Novellen, Erzählungen, Pensionsgeschichten, Sagen, Beschreibungen, Schilderungen, Gedichten, Spielen, Rätseln etc. zur Unterhaltung für junge Mädchen, Merkur, Berlin
- Illustriertes Familienbuch zur Unterhaltung und Belehrung häuslicher Kreise, Lloyd (Hrsg.), Triest 1852
- 8 Jungmädchen-Geschichten, von Ottilie Wildermuth und Marie Nathusius, Rhein-Elbe, Hamburg 1928 und 1930
- Mutter und Kind, Christblumen, Wuppertaler Traktat-Gesellschaft, Barmen
- Sächsischer Volkskalender auf das Jahr 1849, Gustav Nieritz (Hrsg.), Wigand, Leipzig 1849
- Töchter-Album. Unterhaltungen im häuslichen Kreise zur Bildung des Verstandes und Gemüthes der heranwachsenden weiblichen Jugend, Thekla von Gumpert (Hrsg.), Glogau 1855-1857
- Vereinsamte Menschen, Eine Sammlung künstlerischer Novellen und Erzählungen von Jonas Lie, Marie Nathusius, Johannes Schlaf und Adalbert Stifter, Weltgeist Bücher, Berlin
- Weihnachtsblüthen. Ein Taschenbuch für die Jugend, Gustav Plieninger (Hrsg.), Belser, Stuttgart 1855
- Weihnachtsblüthen. Ein Almanach für die Jugend auf das Jahr 1849, Gustav Plieninger (Hrsg.), Hallberger, Stuttgart 1849

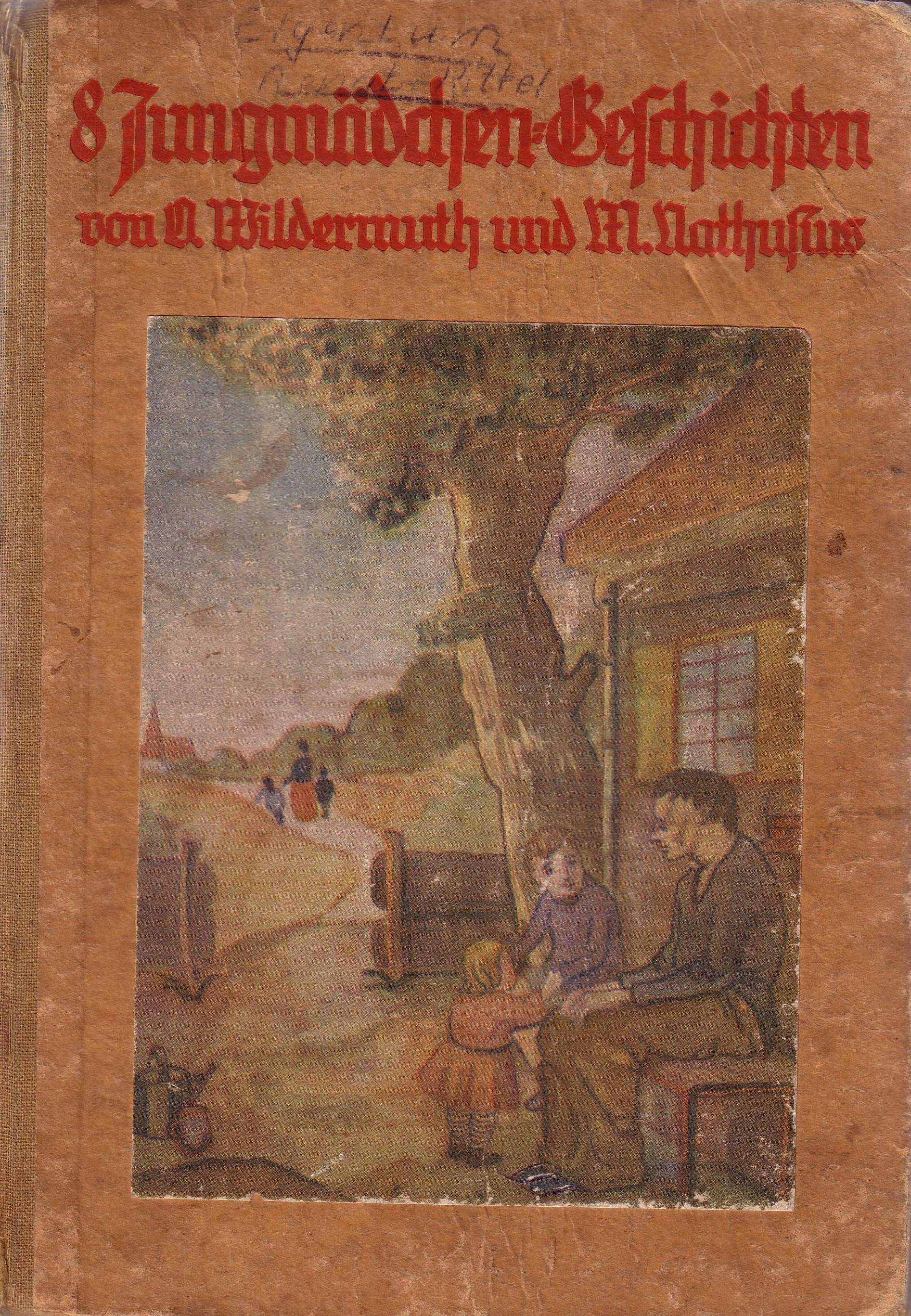
8 Jungmädchen-Geschichten
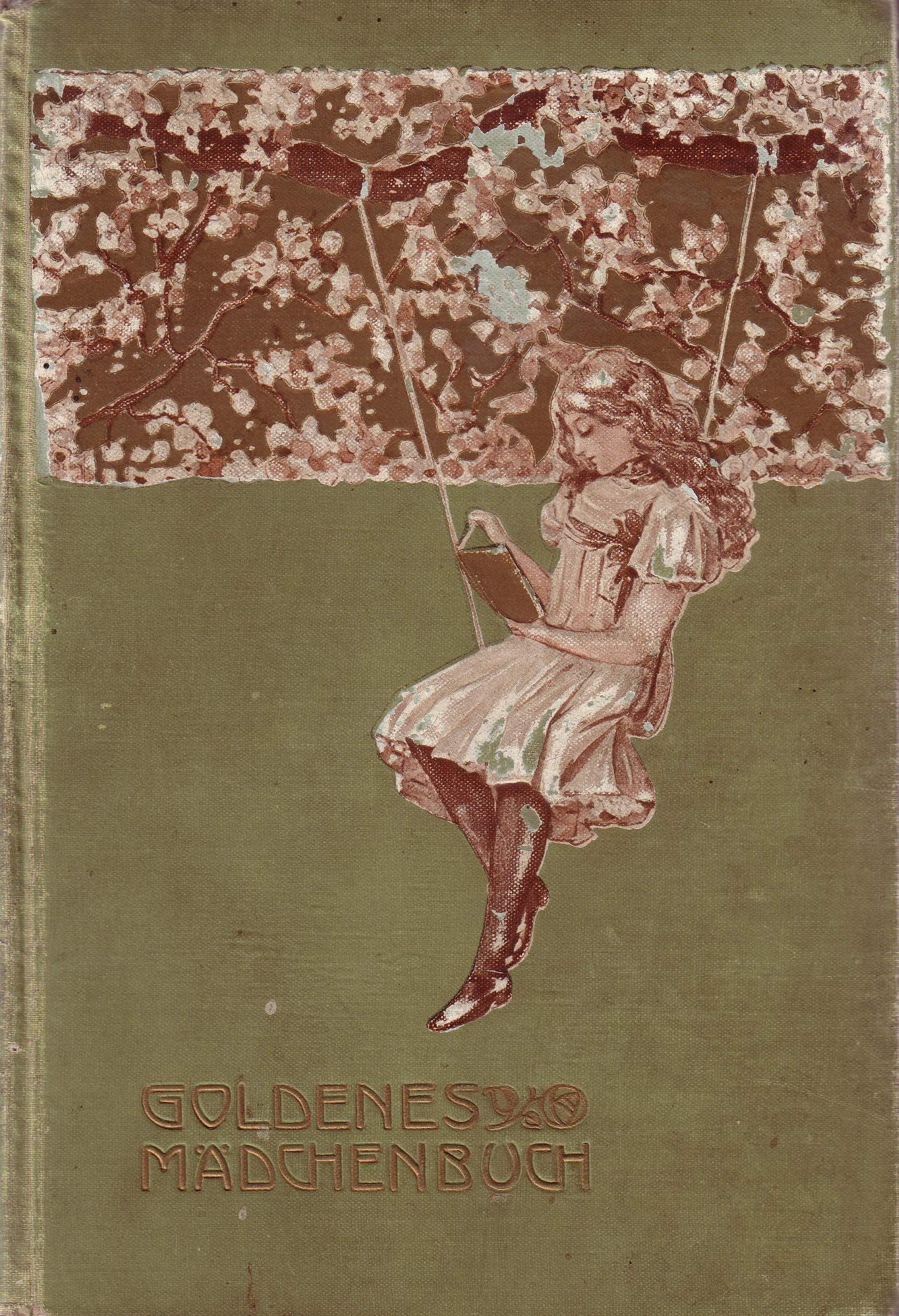
Goldenes Mädchenbuch
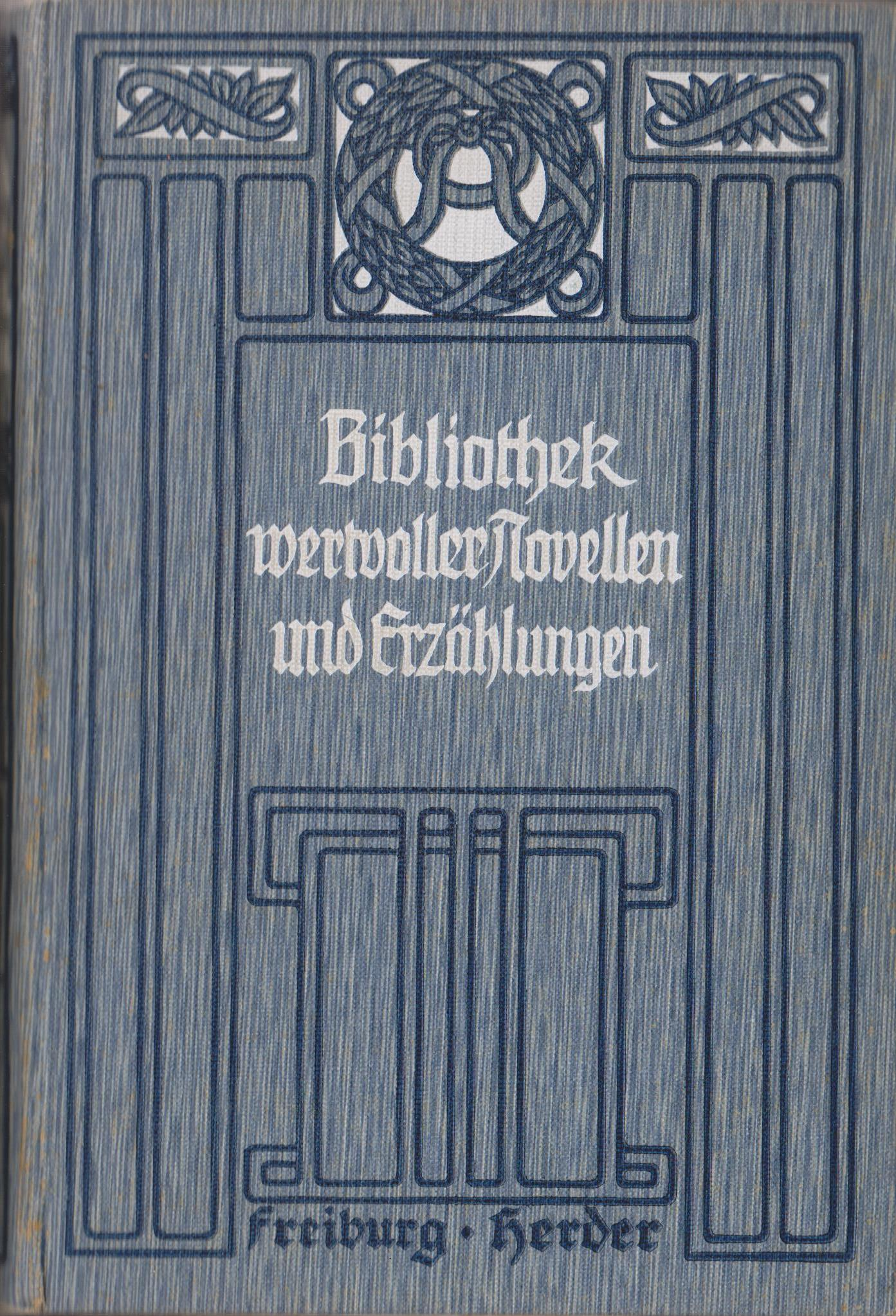
Bibliothek wertvoller Novellen
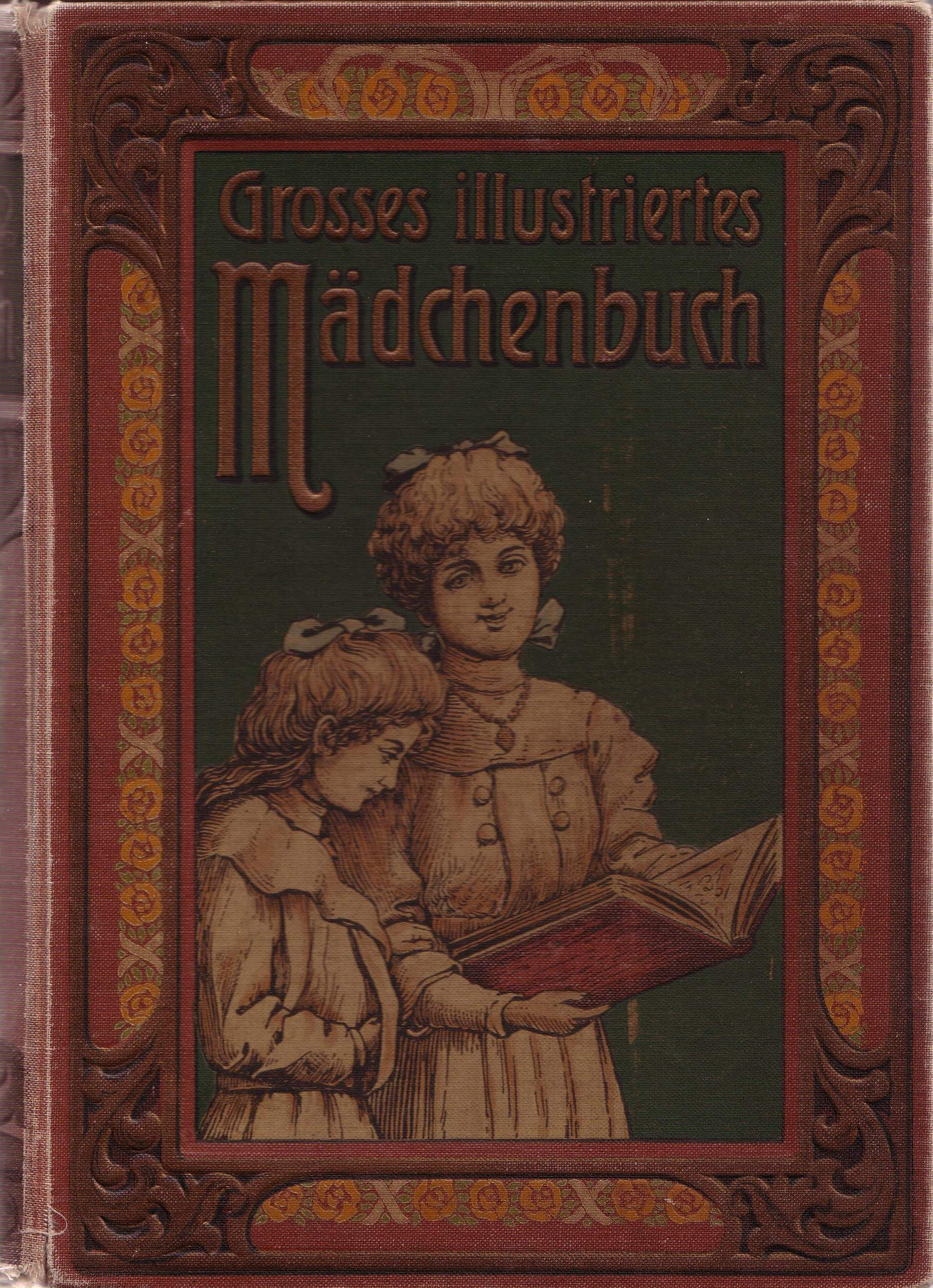
Grosses illustriertes Mädchenbuch
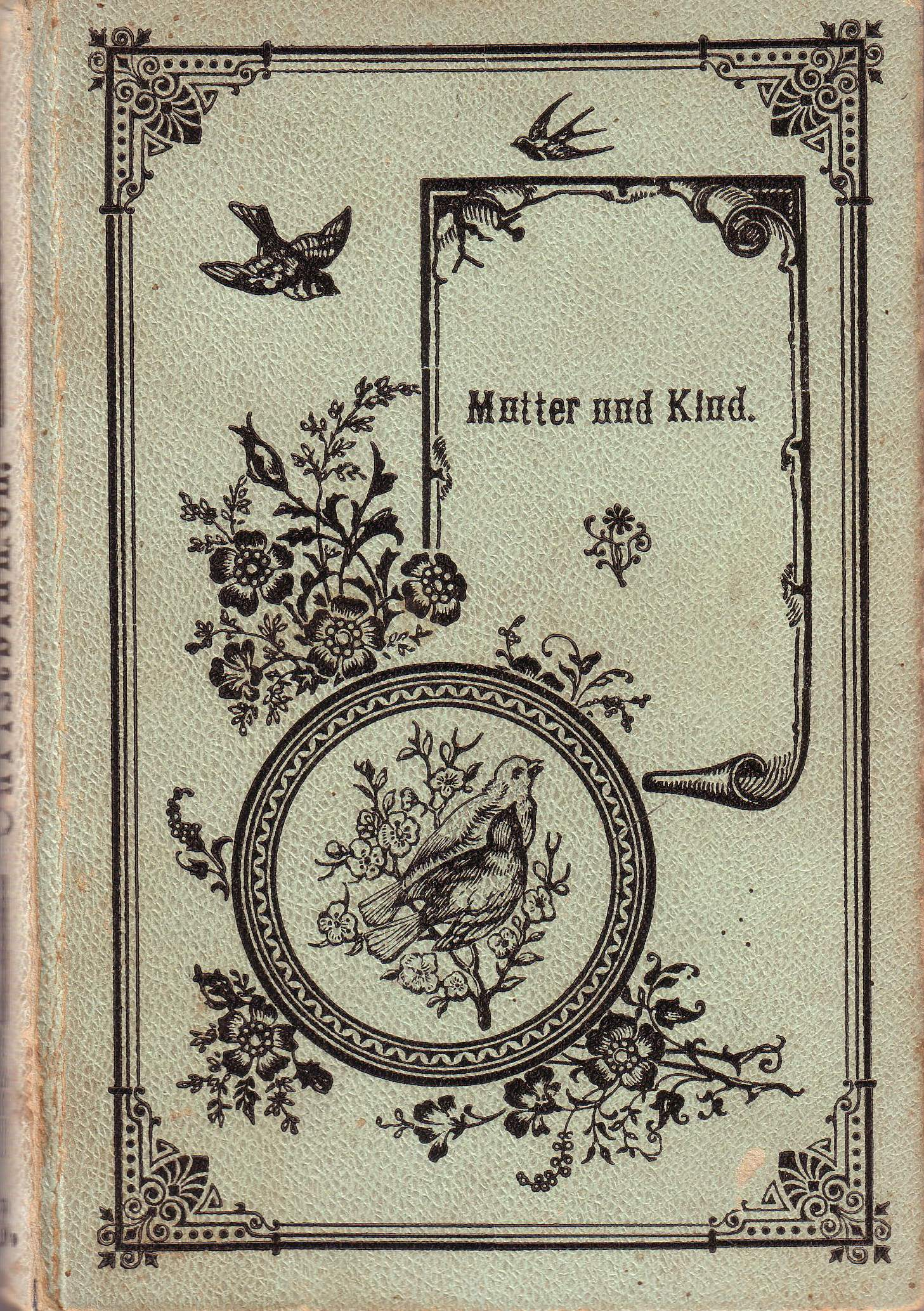
Mutter und Kind
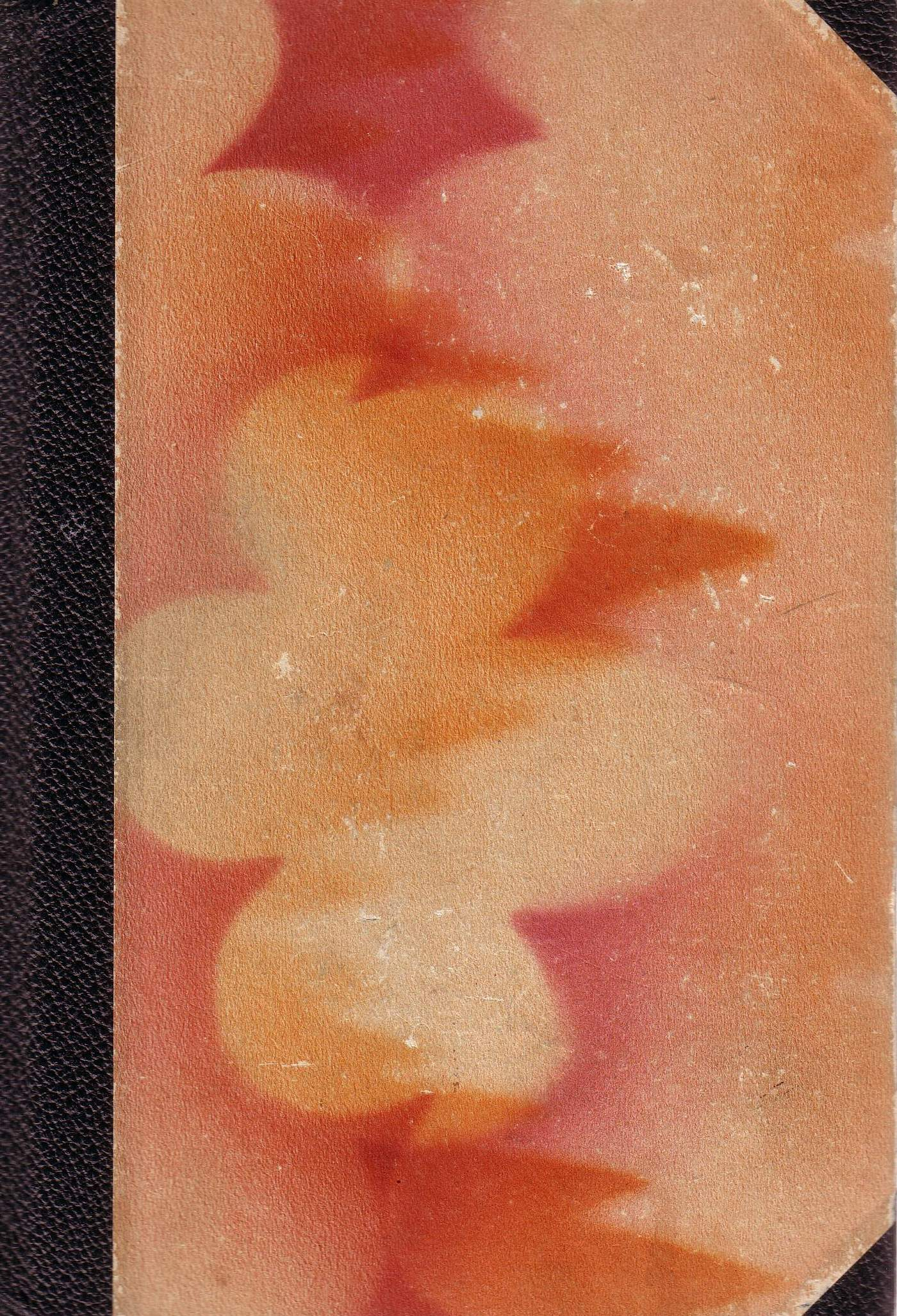
Vereinsamte Menschen
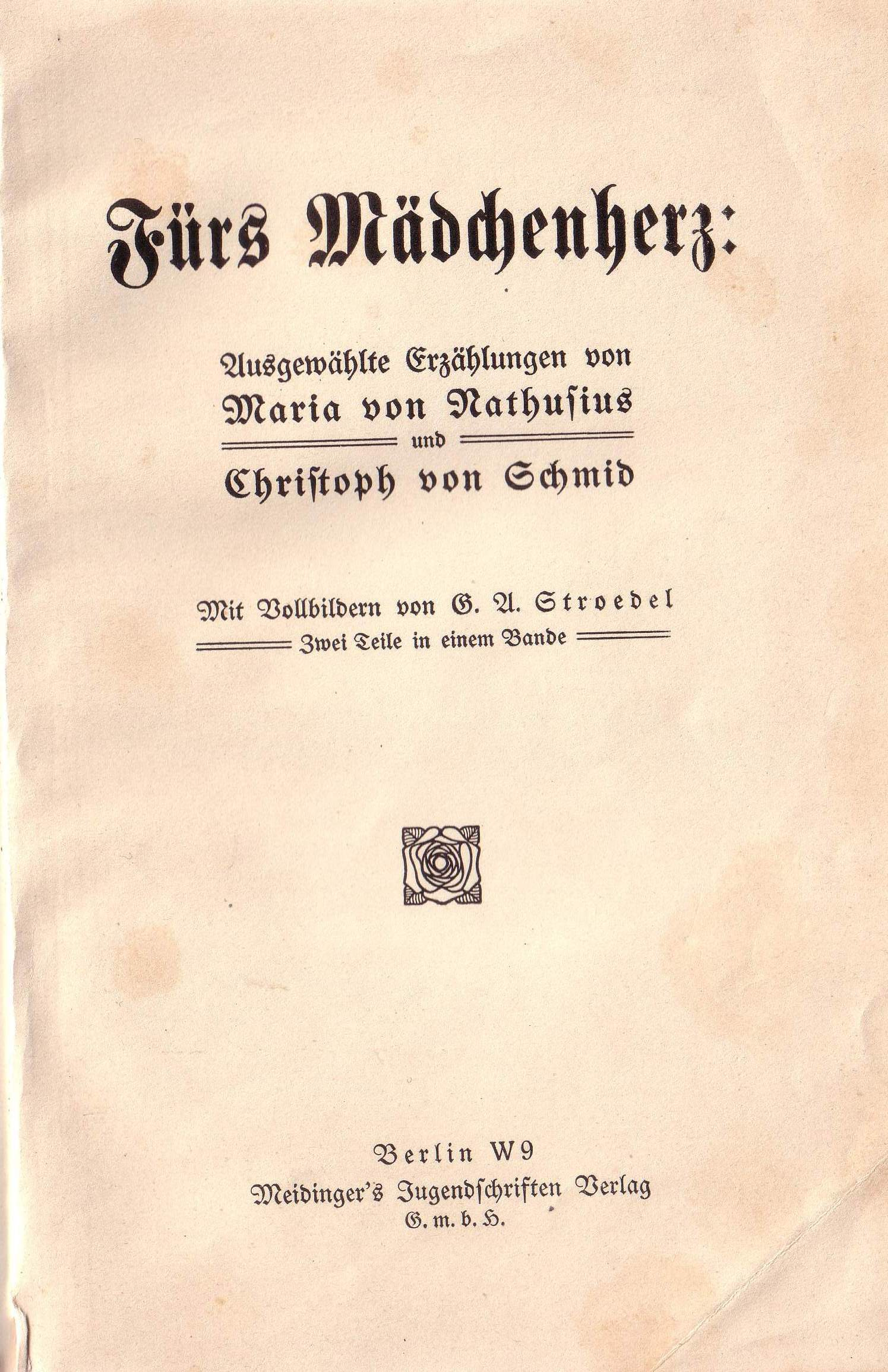
Fürs Mädchenherz
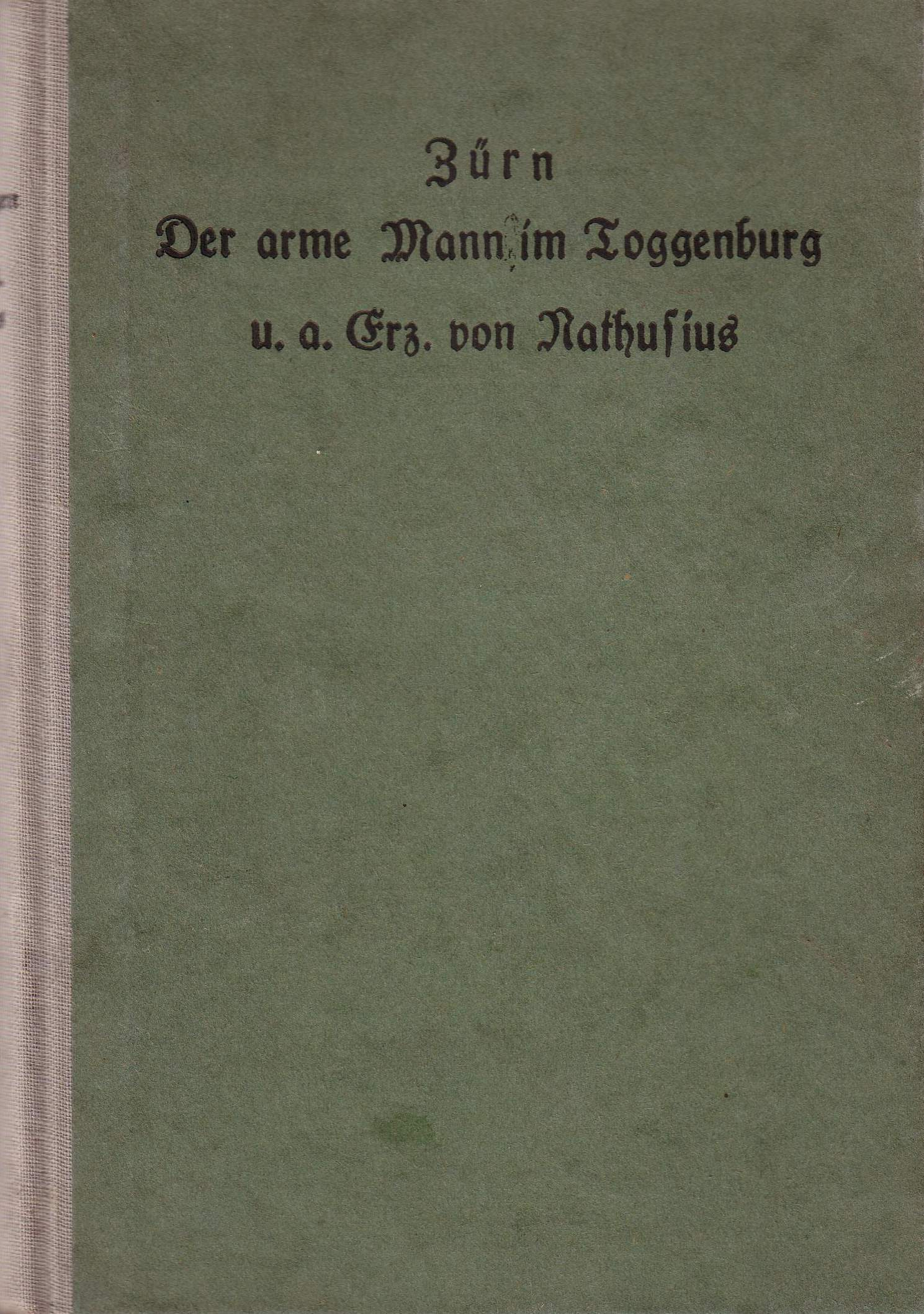
Erzählungen von Zürn und Nathusius

## Übersetzungen (chronol.)

### Dänisch
- En fattig Frøkens Dagbog (Tagebuch eines armen Fräuleins), aus der Reihe: Familie-Bibliothek, 1857
- Erindringer af en ung Piges Liv (Rückerinnerungen aus einem Mädchenleben), Kopenhagen, 1859
- Pige og Hustru, 1860
- Elisabeth. (Elisabeth) Oversat fra tysk of K.D.H, med Fortale og en kortfattet Biografi af Forfatteren, ved I. Storjohan, 1-2 Del, Christiansen, 1888
- Fra uvenskab til venskab. Übersetzt von Olga Andersen, aus der Reihe: de Unges Bibliothek, C.B. Kjaer, Kopenhagen 1897
- Hvor finder man Lykken? Fortælling for mine smaa Venner. Übersetzt von C. Asschenfeldt Hansen, Børnebog 1899
- Den lille Kordreng. Fortælling for mine smaa Venner, en virkelig Begivenshed. Übersetzt von C. Asschenfeldt Hansen, Børnebog 1899
- Taarnvagten paa St. Paulstaarnet. Fortælling for mine smaa Venner. Übersetzt von C. Asschenfeldt Hansen, Børnebog 1899
- Fallitten („Der Bankerott“), 1901

### Englisch
- Luisa von Plettenhaus. The journal of a poor young lady (Tagebuch eines armen Fräuleins), T. Constable & Co., Edinburgh 1854 sowie C.S. Francis & Co., New York City und Boston 1857
- Elizabeth. A story which does not end in marriage (Elisabeth), Simpkin, Marshall & Co., London und Grant & Son, Edinburgh 1860
- Step by step. The good first; R. Bentley, London 1860
- Above her station. A story of a young womans life, übersetzt von Mrs Herman Philip, Alexander Strahan & Co., Edinburgh 1859, und Hamilton, Adams & Co., London 1859 sowie Follett, Foster & Company, New York 1863
- Joachim von Kamern/Diary of a poor young lady (Joachim von Kamern), übersetzt von Miss Thompson, B. Tauchnitz, Leipzig 1869; und Sampson Low, Son & Marston, London 1869 sowie C. Reinwald, Paris 1869
- Christfrieds first morning (Christfried und Julchen-Serie), aus der Reihe: Little tales for little people, Johnstone und Hunter, Edinburgh 1870
- Elizabeth (Elisabeth), translated from the German of Marie Nathusius by Mrs. M. A. Shryock, Porter & Coates, Philadelphia 1891
- Katie von Walden. Langenstein and Boblingen (Langenstein und Boblingen), übersetzt von Mary A. Robinson, American Sunday School Union, 8 & 10 Bills House, New York 1892

### Französisch
- Elisabeth. Histoire qui ne finit pas au mariage (Elisabeth); Meyrueis (Paris), E. E. Beroud, Geneve 1862 und 1865
- La Messagere, übersetzt von Victor Segond; J. H. Jekeler, Genf 1901

### Niederländisch
- Tante Anna. Eene verkoeling, Einleitung von J.H. Gunnig, ’s-Gravenhage, 1862
- Langenstein en Boblingen. Een verhaal (Langenstein und Boblingen), übersetzt von Helena (Naar de vijfde hoogduitsche uitgave door Helena), M. C. Bronsveld, Harderwijk 1872
- Langenstein en Boblingen. Een verhaal (Langenstein und Boblingen), übersetzt von Helena (Naar de vijfde hoogduitsche uitgave door Helena), M. C. Bronsveld, Utrecht 1874
- Vernederd en verhoogd. Een nieuw leven van ootmoed, geloof en liefde, übersetzt von Aart Cornelis de Zwart, Milborn, Nijmegen 1896
- Het verborgen kistje (Die Kassette), aus der Serie: Nieuwe geillustreerde Bibliotheek voor de Jeugd[4] (Nr. 1), Bredee, Rotterdam 1900
- De wolkbreuk (Der Wolkenbruch), aus der Serie: Nieuwe geillustreerde Bibliotheek voor de Jeugd (Nr. 2), Bredee, Rotterdam 1900
- De boom des geluks (Der Glücksbaum), aus der Serie: Nieuwe geillustreerde Bibliotheek voor de Jeugd (Nr. 7), Bredee, Rotterdam 1900
- De boodschappenvrouw (Die Botenfrau), aus der Serie: Nieuwe geillustreerde Bibliotheek voor de Jeugd (Nr. 14), Bredee, Rotterdam 1900

### Norwegisch
- Langenstein og Boblingen, Kristiana, W. Grams Forlag, 1875
- Den Ugoelfe. En fortaelling, Kristiana, Cammermeyer, 1883
- Elisabeth. En fortaelling som ikke slutter med bryll uppet (Elisabeth), Kristiana, Cammermeyer, Oslo 1898
- Juleblomster, modar og barn. Forsaellinger, Marie Nathusius, Clara Hagen, Wim Eichmann, Augsburg Publications, Minneapolis 1900

### Schwedisch
- Adelheid von Plettenhaus. En dagbok, Wahlström & C., Uppsala 1854
- En farmors berättelser (Geschichten einer Grossmutter), Fr. Svanström, Stockholm 1860
- Elisabeth. En berättelse, som icke slutas vid bröloppet (Elisabeth), bearbeitet v. Thekla Knös, Bonnier, Stockholm 1866
- Joachim von Kamern. En lefnadsteckning, Bonnier, Stockholm 1869
- Kristfrids och Julias lefnadsöden (Christfried und Julchen), Lundholm, Göteborg 1875

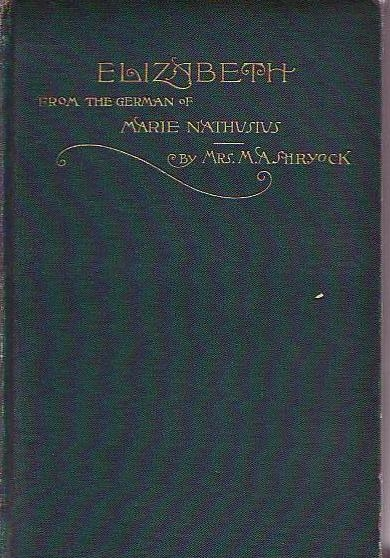
Elizabeth (Elisabeth), Porter & Coates, Philadelphia
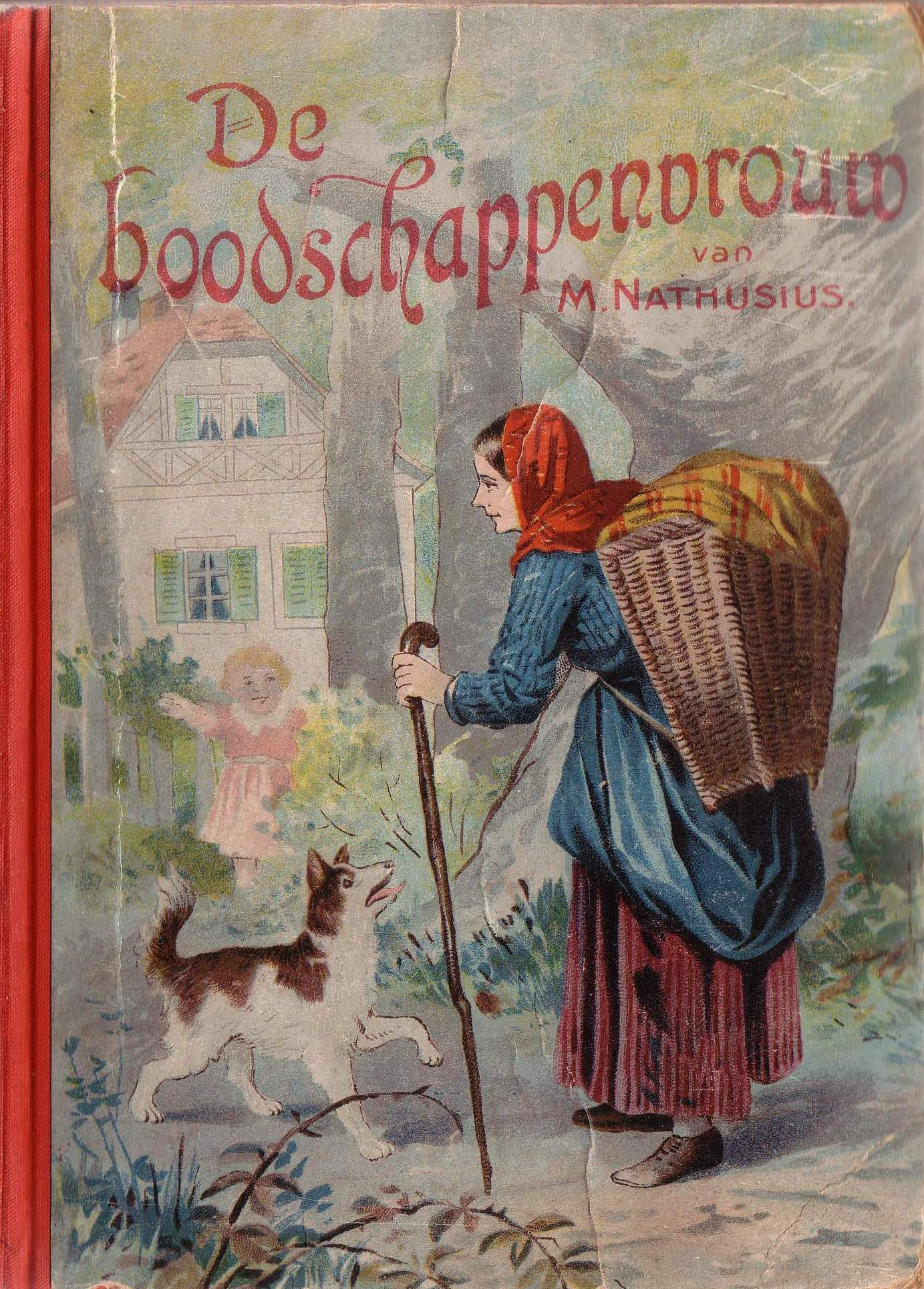
De boodschappenvrouw (Die Botenfrau), J. M. Bredee, Rotterdam
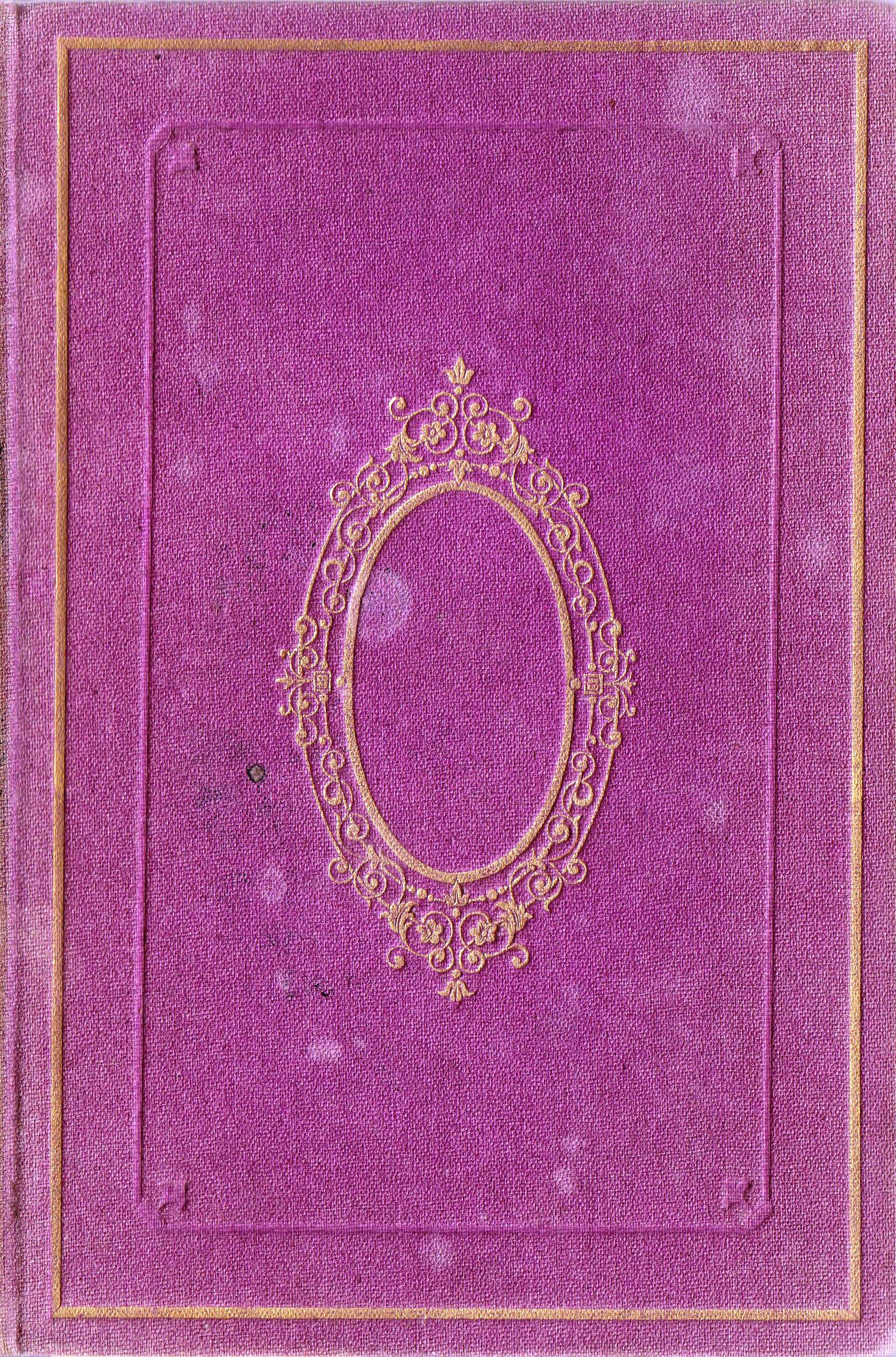
Langenstein en Boblingen (Langenstein und Boblingen), M. C. Bronsveld, Hardenwijk
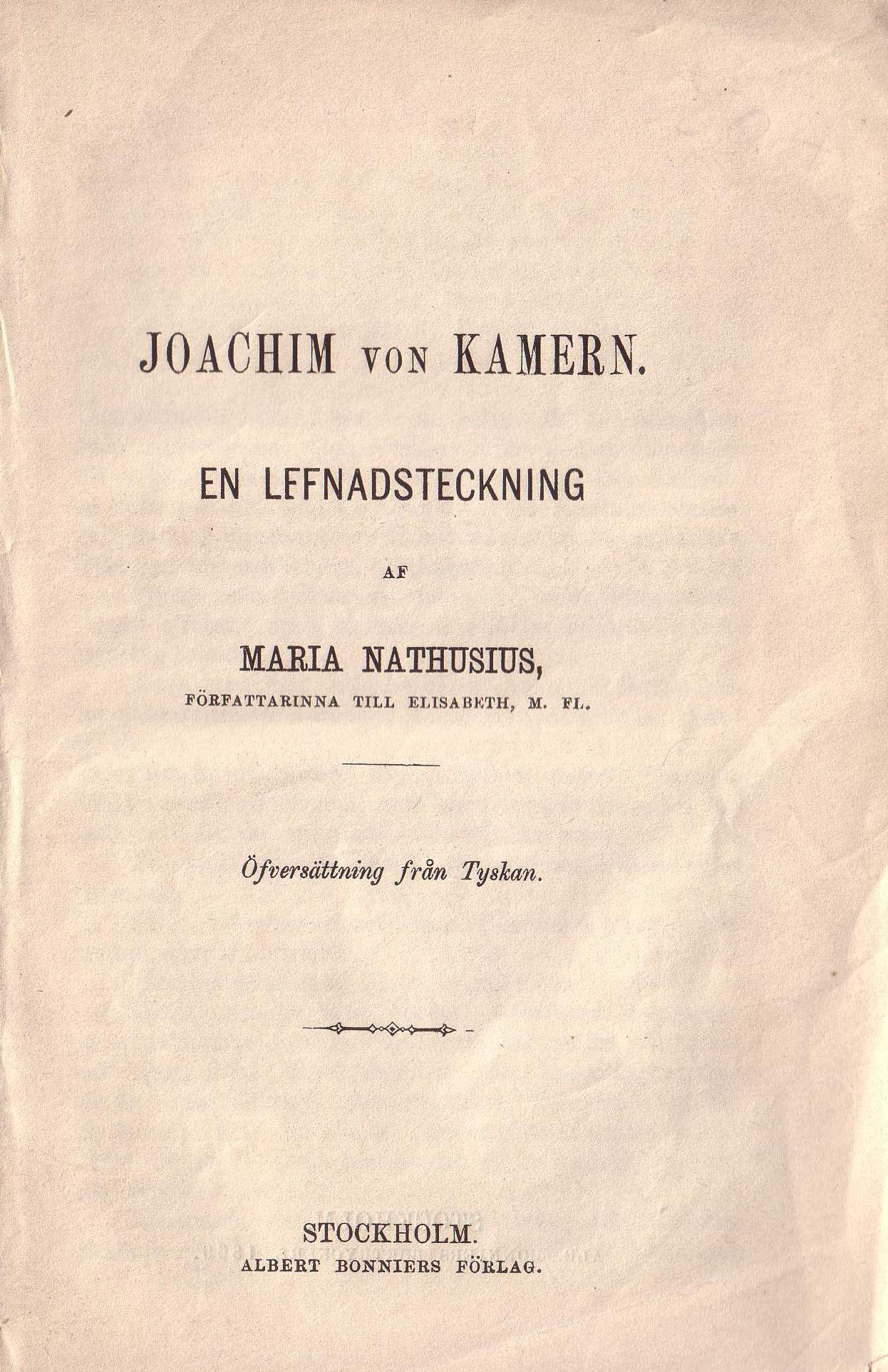
Joachim von Kamern, Albert Bonniers Vörlag, Stockholm
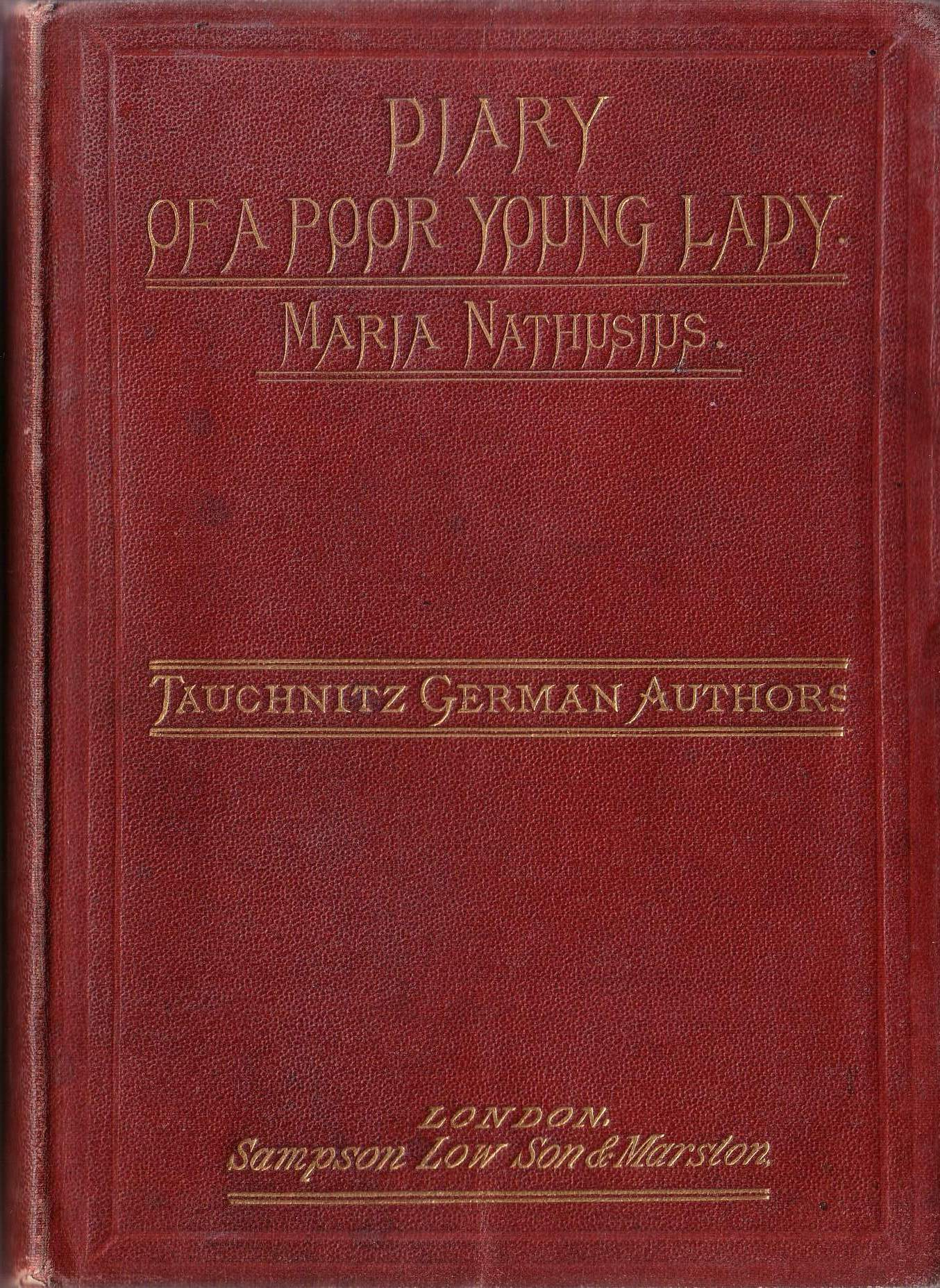
Diary of a poor young lady (Tagebuch eines armen Fräuleins), Bernhard Tauchnitz, Leipzig

## Lieder
- Vierzig Kinderlieder von Hoffmann von Fallersleben; Leipzig 1847
- Hundert Lieder, geistlich und weltlich, ernsthaft und fröhlich ...; Halle 1865
- Lieder von Emanuel Geibel mit Musik von Maria Phillipp Nathusius: Gruss. Einkehr. Hidalgo. Jägers Klage. Nachtlied. In der Mitternacht.